# Dones al Pakistan
Segons el cens del Pakistan de 2017, les dones al Pakistan representaven el 48,76% de la població. Les dones del Pakistan han tingut un paper important al llarg de la història del Pakistan, i se les permet votar a les eleccions des del 1956. Al Pakistan, les dones han ocupat alts càrrecs, inclòs el de primera ministra, presidenta de l’Assemblea nacional, líder de l'oposició, etc. com a ministres federals, jutgesses, i llocs comissionats a les forces armades. La general major Shahida Malik ha assolint el càrrec militar més alt per a una dona.
La situació de les dones al Pakistan difereix considerablement segons les classes, les regions i la divisió rural / urbana a causa del desenvolupament socioeconòmic desigual i de l’impacte de les formacions socials tribals i feudals en la vida de les dones al Pakistan. Gender Concerns International informa que els drets generals de les dones al Pakistan han millorat amb un nombre creixent de dones educades i alfabetitzades.
No obstant això, les dones del Pakistan s'enfronten a la discriminació com a resultat de la societat patriarcal del Pakistan. Alguns dels problemes amb què s'enfronten les dones al Pakistan són la violència domèstica, els crims d'honor, la violació i el segrest, la violació conjugal, els matrimonis forçats i els avortaments induïts. L'Informe global sobre la bretxa de gènere de 2020 situava Pakistan al 151 del total de 153 països. Una enquesta duta a terme per la Fundació Thomson Reuters (TRF) va situar el Pakistan com el sisè país més perillós per a les dones.

## Història
Històricament, els reformadors musulmans com Syed Ahmad Khan van intentar portar l'educació a les dones, limitar la poligàmia i apoderar les dones d'altres maneres mitjançant l'educació. Se sabia que el fundador del Pakistan, Muhammad Ali Jinnah, tenia una actitud positiva envers les dones. Després de la independència del Pakistan, van començar a formar-se grups de dones i organitzacions feministes creades per líders destacades com Fatima Jinnah que treballaven per eliminar les injustícies socioeconòmiques contra les dones del país.
Jinnah assenyala que les dones musulmanes líders de totes les classes van donar suport activament al moviment pakistanès a mitjans de la dècada del 1940. El seu moviment estava dirigit per esposes i altres parents de líders polítics. De vegades, les dones s'organitzaven en manifestacions públiques a gran escala. Abans de 1947, les dones musulmanes del Panjab tenien una tendència a votar per la Lliga Musulmana mentre els seus homes donaven suport al Partit Unionista.
Moltes dones musulmanes van donar suport al Congrés Nacional Indi del Moviment Quit India. Alguns com Syeda Safia Begum de Muslim Town (Lahore) van iniciar la primera escola anglesa per a nens musulmans a Muslim Town el 1935. Es va concedir el sufragi a les dones pakistaneses el 1947, i es va reafirmar el dret a votar a les eleccions nacionals del 1956 segons la Constitució provisional. La provisió de reserves d'escons per a dones al Parlament va existir al llarg de la història constitucional del Pakistan des de 1956 fins a 1973. Si el general Ayub Khan hagués organitzar eleccions justes, Fatima Jinnah s'hauria convertit en la primera presidenta musulmana del país musulmà més gran del món.
Tot i això, malgrat aquest contratemps, durant les dècades de 1950 i 1960 es van prendre diverses iniciatives a favor de les dones. També la primera dona Lambardar o Numberdar (persona principal del poble) del Pakistan Occidental, Begum Sarwat Imtiaz, va prestar jurament al Poble 43/12-L de Chichawatni, districte de Montgomery (actual Sahiwal), el 1959. L'ordenança musulmana de la Llei de la família de 1961 (que regulava el matrimoni, el divorci i la poligàmia) continua tenint un impacte legal significatiu en les dones del Pakistan.

### El govern de Zulfikar Ali Bhutto
El règim de Zulfikar Ali Bhutto (بينظير ڀُٽو) (1970-1977) va ser un període d’actituds liberals envers les dones. Tots els serveis governamentals es van obrir a les dones, inclòs el grup de gestió del districte i el servei exterior (en la funció pública), que se'ls havia denegat anteriorment. Aproximadament el 10% dels escons a l'Assemblea Nacional i el 5% a les assemblees provincials estaven reservats a les dones, sense cap restricció a la disputa també d'escons generals. Tanmateix, la implementació d’aquestes polítiques va ser pobra, ja que el Govern es va enfrontar a una crisi financera a causa de la guerra amb l’Índia i la consegüent escissió del país.
La igualtat de gènere es garantia específicament a la Constitució del Pakistan adoptada el 1973. La constitució estableix que «no hi haurà discriminació basada només en el sexe». La Constitució també proporciona la protecció del matrimoni, la família, la mare i el fill, a més de garantir «la plena participació de les dones en tots els àmbits de la vida nacional». No obstant això, molts jutges van confirmar les «lleis de l'islam», sovint mal interpretades, sobre la garantia de la Constitució de no-discriminació i igualtat segons la llei.
El 1975, una delegació oficial del Pakistan va participar en la Conferència Mundial sobre les Dones a Mèxic, que va conduir a la constitució del primer Comitè de Drets de les Dones del Pakistan.

### El règim militar de Zia-ul-Haq
El general Zia ul-Haq (محمد ضیاء الحق), aleshores cap cap d'estat major, va derrocar el govern de Zulfikar Ali Bhutto, elegit democràticament, en un cop militar el 5 de juliol de 1977. El Sisè Pla durant la llei marcial del règim del general Zia-ul-Haq (1977-1986) va estar ple de contradiccions polítiques. El règim va fer molts passos cap a la construcció institucional per al desenvolupament de les dones, com l'establiment de la Divisió de Dones a la Secretaria del Gabinet i el nomenament d'una altra comissió sobre la condició de la dona. Es va incloure per primera vegada al Sisè Pla un capítol sobre dones en desenvolupament. El capítol va ser preparat per un grup de treball format per 28 dones professionals dirigides per Syeda Abida Hussain, presidenta del consell del districte de Jhang en aquell moment. L'objectiu principal, tal com s'indica al Sisè Pla, era «adoptar un enfocament integrat per a millorar la condició de les dones». El 1981, el general Zia-ul-Haq va nomenar el Majlis-e-Shoora (Parlament del Pakistan) i va incorporar a 20 dones com a membres, tot i que el Majlis-e-Shoora no tenia cap poder sobre el poder executiu. El 1985, l'Assemblea Nacional elegida mitjançant eleccions sense partits va duplicar la quota reservada per a dones (el 20%).
No obstant això, Zia-ul-Haq va iniciar un procés d'islamització mitjançant la introducció de legislacions discriminatòries contra les dones, com ara el conjunt de les Ordenances de Hudood (en urdú, حدود آرڈیننس ; Ordenances dels límits) i l'ordre Qanun-e-Shahadat (Ordre de la Llei de l'evidència). Va prohibir la participació de les dones i ser espectadores en els esports i va promocionar la purdah. Va suspendre tots els drets fonamentals garantits a la Constitució que s'havien adoptat el 1973, inclòs el dret a la no discriminació per raó de sexe. També va proposar lleis sobre Qisas i Diyat, lleis penals islàmiques que regulen la retribució (qisas) i la indemnització (diyat) en delictes relacionats amb lesions corporals. Quan la víctima era una dona, la quantitat de diyat es reduïa a la meitat.
L'Ordenança sobre el Zina (una aplicació de les Ordenances de Hudood), de 1979, era una subcategoria de les Ordenances de Hudood. Zina és el delicte de relacions sexuals no matrimonials i d'adulteri. L'Ordenança sobre el Zina incloïa zina-bil-jabr, la categoria de relacions sexuals forçades. Si la dona que acusa un home de zina-bil-jabr (violació) no pot demostrar davant el sistema judicial que va ser violada, s'enfronta a càrrecs d’adulteri. Per tal que un violador rebi el «hadd», el màxim càstig previst a l'Alcorà, o bé el violador ha de confessar la violació, o bé quatre homes piadosos musulmans adults han de presenciar el mateix «acte de penetració» i declarar contra el violador. Sota el Qanun-e-Shahadat, el testimoni d’una dona no val el mateix que el d’un home. Per tant, si una dona no té homes testimonis però té dones testimonis, el seu testimoni no satisfaria el requisit per a l'evidència. L'autor pot ser absolt i la víctima pot ser acusada d'adulteri. L'amenaça de ser processades dissuadeix les víctimes de presentar denúncies. A més, es va eliminar la possibilitat legal de la violació conjugal; per definició, la violació es va convertir en un delicte extraconjugal segons l'Ordenança sobre el Zina. L'ordenança va provocar crítiques internacionals. Els grups de defensa de drets de les dones van ajudar a la producció d'una pel·lícula titulada Qui llançarà la primera pedra? de la directora de cinema Sabiha Sumar per destacar l’opressió i els sofriments de les dones segons les Ordenances de Hudood.
El setembre del 1981, es van deixar de banda la primera sentència i condemna segons l'Ordenança sobre el Zina de lapidació (rajm ; رجم) per a Fehmida i Allah Bakhsh sota la pressió nacional i internacional. El setembre de 1981, les dones es van reunir a Karachi en una reunió d'emergència per a oposar-se als efectes adversos de la llei marcial i la campanya d'islamització per a les dones. Van inicir el que després es va convertir en el primer moviment nacional de dones de ple dret al Pakistan, el Fòrum d’Acció de les Dones (خواتین کی عمل فورم). El Fòrum d’Acció de les Dones va organitzar protestes i campanyes públiques contra les Ordenances de Hudood, la Llei de l'evidència i les lleis Qisas i Diyat (que com a resultat van ser temporalment arxivades).
El 1983, una nena orfe de tretze anys, Jehan Mina, va ser presumptament violada pel seu oncle i els seus fills i va quedar embarassada. No va poder proporcionar prou proves per a demostrar que va ser violada. Va ser acusada d'adulteri i el tribunal va considerar el seu embaràs com la prova d'adulteri. Se li va aplicar el càstig de Tazir (تعزير) de cent fuetades i tres anys de rigorosa presó.
El 1983, Safia Bibi, una serventa domèstica adolescent gairebé cega, va ser presumptament violada pel seu patró i el seu fill. Per manca d’evidències, va ser condemnada per adulteri segons l'Ordenança sobre el Zina, mentre els violadors van ser absolts. Va ser condemnada a quinze fuetades, cinc anys de presó i una multa de 1000 rupies. La decisió va atreure tanta publicitat i condemna per part del públic i de la premsa que el Tribunal Federal de la Xaria, d’ofici, va demanar el registre del cas i va ordenar que fos alliberada de la presó. Posteriorment, en apel·lació, es va revertir la constatació del tribunal de primera instància i es va anul·lar la condemna.
La missió de la Comissió Internacional de Juristes al Pakistan de desembre de 1986 va demanar la derogació de les seccions de les Ordenances de Hudood relatives als crims i als càstigs islàmics que discriminen les dones i els no-musulmans.
Hi ha una evidència considerable que la legislació durant aquest període ha afectat negativament la vida de les dones pakistaneses i les ha fet més vulnerables a la violència extrema. La majoria de dones a la presó havien estat acusades d'acord amb les Ordenances de Hudood. De la mateixa manera, un estudi nacional va trobar que el 21% de les persones que residien en refugis per a dones (Darul Aman) tenien casos Hudood contra elles. Segons un informe d'Amnistia Internacional del 1998, més d’un terç de les dones pakistaneses a la presó estaven detingudes per haver estat acusades o declarades culpables de Zina.

### El govern de Benazir Bhutto

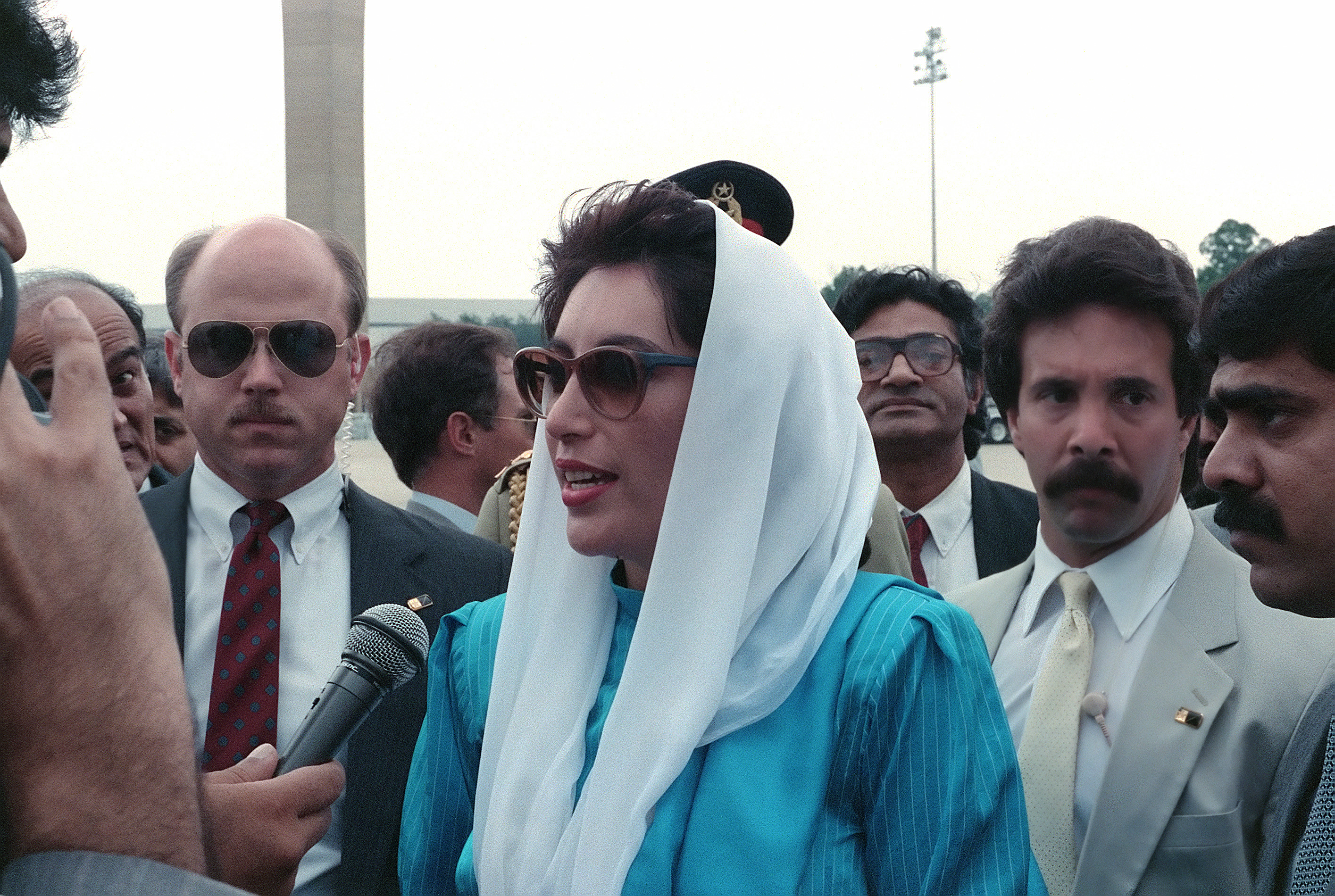
Benazir Bhutto es va convertir en la primera dona elegida per a dirigir un estat musulmà. Va ser assassinada mentre feia campanyes per a les eleccions generals pakistaneses del 2008.

Després del règim de Zia-ul-Haq, es va produir un canvi visible en el context polític a favor de les dones. El setè, vuitè i novè plans formulats sota diversos governs elegits democràticament han fet clarament esforços per incloure les preocupacions de les dones en el procés de planificació. No obstant això, el desenvolupament previst no va assolir solucionar les desigualtats de gènere a causa de la bretxa entre la intenció i la implementació de la política.
El 1988, Benazir Bhutto (filla de Zulfikar Ali Bhutto) es va convertir en la primera dona primera ministra del Pakistan i la primera dona elegida per dirigir un país musulmà. Durant les seves campanyes electorals, va expressar la seva preocupació per qüestions socials de les dones, salut i discriminació de les dones. També va anunciar plans per a crear comissaries de la dona, jutjats i bancs de desenvolupament de dones. També va prometre derogar les controvertides Ordenances de Hudood que restringien els drets de les dones. No obstant això, durant els seus dos incomplits mandats (1988-1990 i 1993-1996), Benazir Bhutto no va proposar cap legislació per a millorar els serveis de benestar social per a les dones. No va ser capaç de derogar cap de les lleis d'islamització de Zia-ul-Haq. En virtut de la vuitena esmena constitucional imposada per Zia-ul-Haq, aquestes lleis es van protegir tant de la modificació legislativa ordinària com de la revisió judicial.
A principis de 1988, el cas de Shahida Parveen i Muhammad Sarwar va provocar una amarga crítica pública. El primer marit de Shahida, Khushi Muhammad, s'havia divorciat d'ella i els papers s'havien signat davant d'un magistrat. El marit, però, no havia registrat els documents de divorci al consell local tal com exigeix la llei, cosa que feia que el divorci no fos legalment vinculant. Sense saber-ho, Shahida, després del període obligatori d’espera de 96 dies (iddat), es va tornar a casar. El seu primer marit, enfadat per un intent fallit d'un segon matrimoni, va decidir que volia tornar amb la seva primera esposa, Shahida. El segon matrimoni de Shahida va ser considerat invàlid. Ella i el seu segon marit, Sarwar, van ser acusats d'adulteri. Van ser condemnats a mort per lapidació. Les crítiques públiques van conduir al seu nou judici i absolució per part del Tribunal Federal de la Xaria.
El Ministeri de Desenvolupament de la Dona va establir centres d’Estudis sobre la Dona a cinc universitats a Islamabad, Karachi, Quetta, Peshawar i Lahore el 1989. No obstant això, quatre d’aquests centres van esdevenir gairebé no funcionals a causa de la manca de suport financer i administratiu. Només el centre de la Universitat de Karachi (finançat per l'Agència Canadenca de Desenvolupament Internacional) va ser capaç de dirigir un programa de màster en arts.
El First Women Bank Ltd. (FWBL) es va crear el 1989 per atendre les necessitats financeres de les dones. El FWBL, un banc comercial nacionalitzat, va rebre el paper d'una institució financera per al desenvolupament, així com d'una organització de benestar social. Opera en 38 oficines en línia a tot el país en temps real, gestionades i dirigides per dones. El Ministeri de Desenvolupament de la Dona va proporcionar una línia de crèdit de 48 milions de rupies al FWBL per a finançar sistemes de crèdit a petita escala per a dones desfavorides. El Programa d’Acció Social iniciat el 1992/1993 tenia com a objectiu reduir la disparitat de gènere millorant l’accés de les dones als serveis socials.
El Pakistan es va adherir a la Convenció sobre l'eliminació de totes les formes de discriminació contra les dones (CEDAW) el 29 de febrer de 1996. El Ministeri de Desenvolupament de la Dona és el mecanisme nacional designat per a la seva implementació. Tanmateix, el Ministeri de Desenvolupament de la Dona es va enfrontar inicialment a una manca de recursos. El Pakistan no va presentar el seu informe inicial que s'havia de lliurar el 1997. El Pakistan no va signar ni va ratificar el Protocol Facultatiu de la Convenció sobre les Dones, que ha provocat la no disponibilitat de vies per presentar queixes per part de persones o grups contra el Pakistan en virtut de CEDAW.

### El govern de Nawaz Sharif
El 1997, Nawaz Sharif (نواز شریف) va ser elegit primer ministre. També havia ocupat el càrrec durant un mandat truncat (1990-1993), durant el qual havia promès adoptar la llei islàmica com la llei suprema del Pakistan.
El 1997, el govern de Nawaz Sharif va promulgar formalment l'Ordenança sobre Qisas i Diyat, que instaurava canvis en la legislació penal pakistanesa basats en la xaria. L'ordenança s'havia mantingut anteriorment en vigor invocant el poder del president per tornar-la a publicar cada quatre mesos.
Aleshores, Sharif va proposar una quinzena esmena a la Constitució que substituiria completament el sistema legal existent per un sistema islàmic integral i anul·laria la «constitució i qualsevol llei o judici de qualsevol tribunal». La proposta es va aprovar a l'Assemblea Nacional (cambra baixa), on el partit de Sharif tenia una majoria dominant, però, va romandre estancada al Senat després d'enfrontar-se a una forta oposició de grups de dones, activistes de drets humans i partits polítics de l'oposició.
Una sentència del Tribunal Superior de Lahore de 1997, en el molt publicitat cas Saima Waheed, va confirmar el dret de la dona a casar-se lliurement, però va demanar modificacions de les Lleis de la família de 1965, sobre la base de les normes islàmiques, per a fer complir la potestat parental per a dissuadir els «matrimonis amorosos».
L'informe de la Investigació de la Comissió per a les Dones (1997) deia clarament que les Ordenances Hudood s'han de derogar, ja que discrimina les dones i està en conflicte amb els seus drets fonamentals. Una comissió similar durant l'administració de Benazir Bhutto també havia recomanat modificar alguns aspectes de les Ordenances Hudood. Tanmateix, ni Benazir Bhutto ni Nawaz Sharif van aplicar aquestes recomanacions.
La millora de la condició de la dona es va declarar com un dels 16 objectius enumerats al Programa Pakistan 2010 (1997), un document polític crític. No obstant això, el document omet les dones mentre enumera 21 àrees d'interès principals. De la mateixa manera, un altre document polític important, Estratègia de desenvolupament humà i reducció de la pobresa (1999), esmentava les dones com a grup objectiu per a la reducció de la pobresa, però manca d'un marc de gènere.
La primera universitat exclusivament per a dones del país, batejada amb el nom de Fatima Jinnah (فاطمہ جناح), es va inaugurar el 6 d'agost de 1998. Va patir retards en l'alliberament de fons de desenvolupament del Govern Federal.

### El règim de Pervez Musharraf

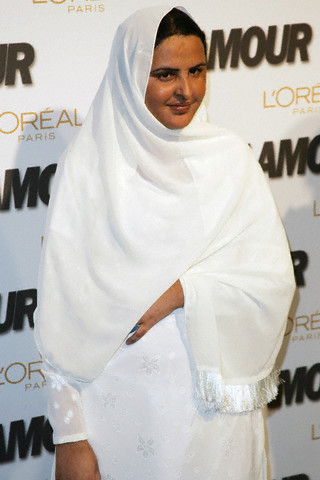
Mukhtaran Mai, 2005

El 2000, l'Església del Pakistan va ordenar les seves primeres dones diaques. El 2002 (i després durant els processos judicials del 2005), el cas de Mukhtaran Mai (مختاراں بی بی) va posar la situació de les víctimes de violacions al Pakistan sota un focus internacional. El 2 de setembre de 2004, el Ministeri de Desenvolupament de la Dona es va convertir en un ministeri independent, que se separava del Ministeri de Benestar Social i Educació.
El juliol de 2006, el general Pervez Musharraf (پرویز مشرف) va demanar al seu govern que comencés a treballar en les esmenes de les controvertides Ordenances de Hudood (en urdú, حدود) del 1979 introduïda sota el règim de Zia-ul-Haq. Va demanar al Ministeri de Dret i al Consell d'Ideologia Islàmica (sota el Ministeri d'Afers Religiosos) que consensuessin les modificacions de les lleis. El 7 de juliol de 2006, el general Musharraf va signar una ordenança per a l'alliberament immediat sota fiança de prop de 1.300 dones que estiguessin a les presons per càrrecs diferents de terrorisme i assassinat.
A finals del 2006, el parlament pakistanès va aprovar el Projecte de llei de protecció de la dona, derogant algunes de les ordenances Hudood. El projecte de llei permetia utilitzar l'ADN i altres proves científiques per processar casos de violació. L’aprovació del projecte de llei i la seva consegüent signatura en llei pel president general Pervez Musharraf va invocar protestes de líders i organitzacions islamistes de línia dura. Alguns experts també van afirmar que les reformes serian impossibles d'aplicar.
El Consell de Ministres va aprovar el reservar una quota del 10% per a les dones dels serveis superiors centrals en la reunió celebrada el 12 de juliol de 2006. Anteriorment, hi havia una quota del 5% per a les dones a tots els departaments del Govern. El desembre del 2006, el primer ministre Shaukat Aziz (شوکت عزیز) va aprovar la proposta del Ministeri de Desenvolupament de la Dona per ampliar aquesta quota al 10%.
El 2006, també es va aprovar la Llei de protecció de la dona (modificació de les lleis penals). El desembre del 2006, per primera vegada, dones cadets de l'Acadèmia Militar de Kakul van assumir el servei de guàrdia al mausoleu de Muhammad Ali Jinnah.
No obstant això, el projecte de llei sobre la protecció de la dona ha estat criticat per molts, inclosos els activistes dels drets humans i els drets de les dones, per no haver derogat les Ordenances de Hudood.

### La presidència d'Asif Zardari

#### El nomenament de dones
En arribar al poder, va nomenar una dona parlamentària i lleialista del partit, la doctora Fehmida Mirza (فہمیدہ مرزا) com la primera dona presidenta del Parlament del sud d'Àsia. Durant el mandat, el Pakistan va veure la seva primera dona ministra d'Afers Exteriors, Hina Rabbani Khar (حناربانی کھر); Nargis Sethi (نرگس سیٹھی), primera secretària de defensa; Shehla Raza (سیدہ شہلا رضا), vicepresidenta d'una província; i nombroses dones ministres, ambaixadores, secretàries, incloses Farahnaz Ispahani (فرح ناز اصفہانی), assessora de mitjans de l'ex-president del Pakistan; Sherry Rehman (شیری رحمان), ex-ambaixadora del Pakistan als Estats Units d'Amèrica; Fauzia Wahab (فوزیہ وہاب), Firdous Ashiq Awan (فردوس عاشق اعوان), Farzana Raja (فرزانہ راجا), Musarat Rafique Mahesar (مسرت رفیق مہسر), Shahida Rehmani (شاہدہ رحمانی), i altres, van ocupar càrrecs de prestigi a l'administració.

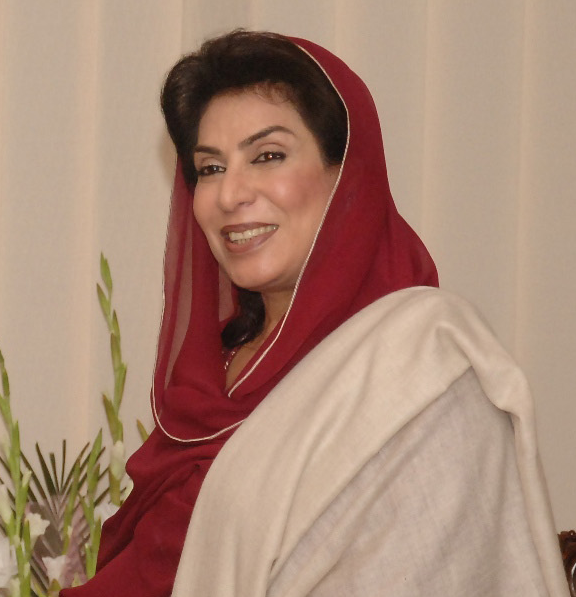
Fehmida Mirza a l'Assemblea Nacional del Pakistan, 2012
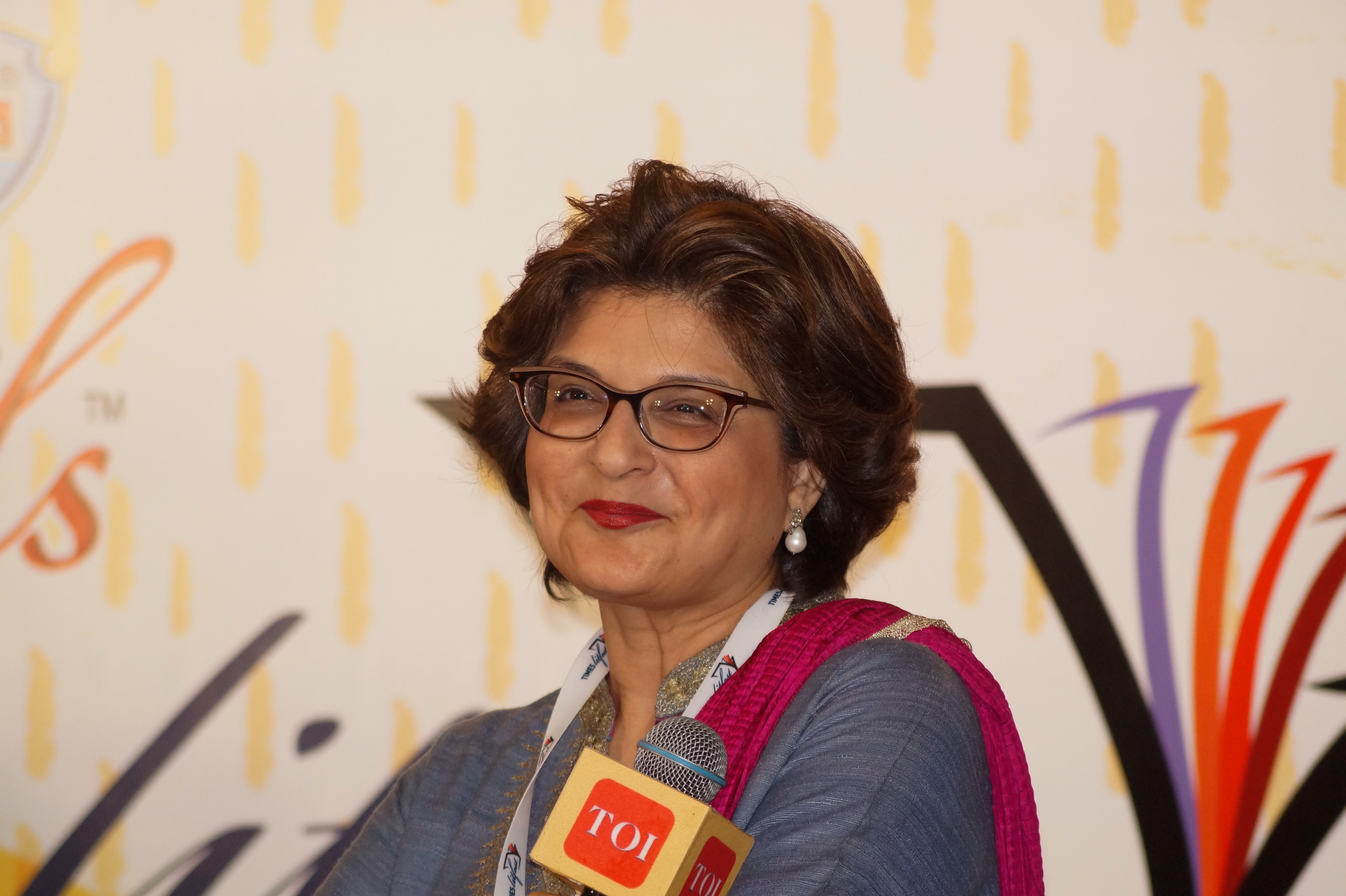
Farahnaz Ispahani a Times Litfest, 2016
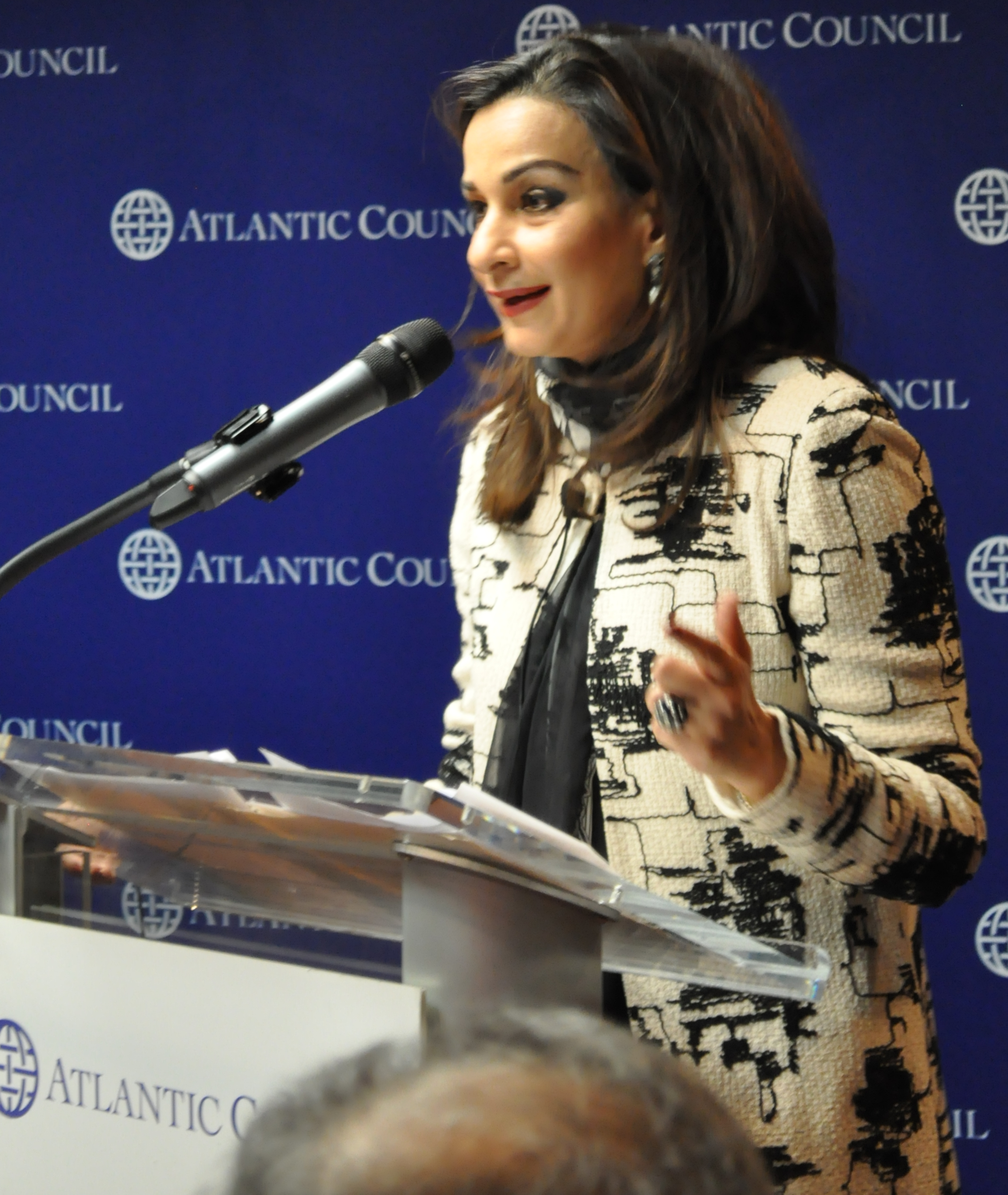
Sherry Rehman al Centre del Sud d'Àsia del Consell Atlàntic, 2013
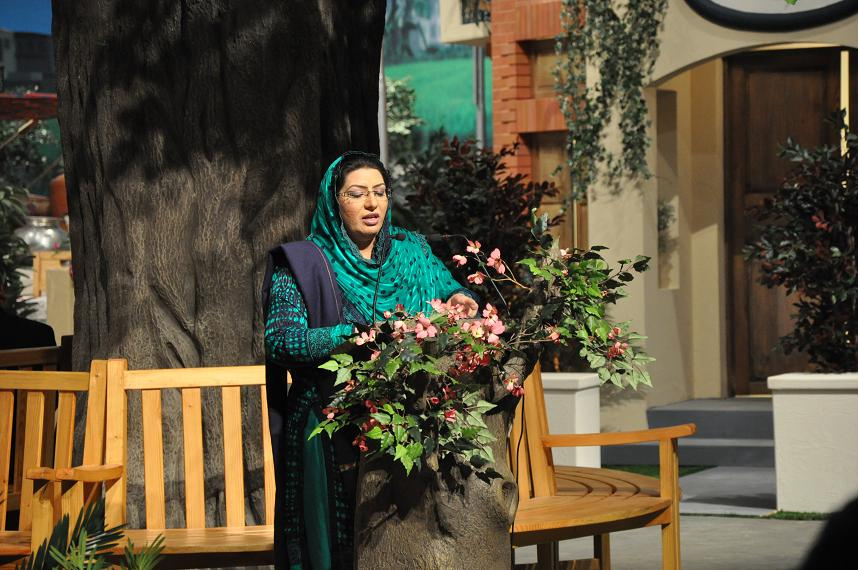
Firdous Ashiq Awan (Ministra d'Informació i Radiodifusió), 2012
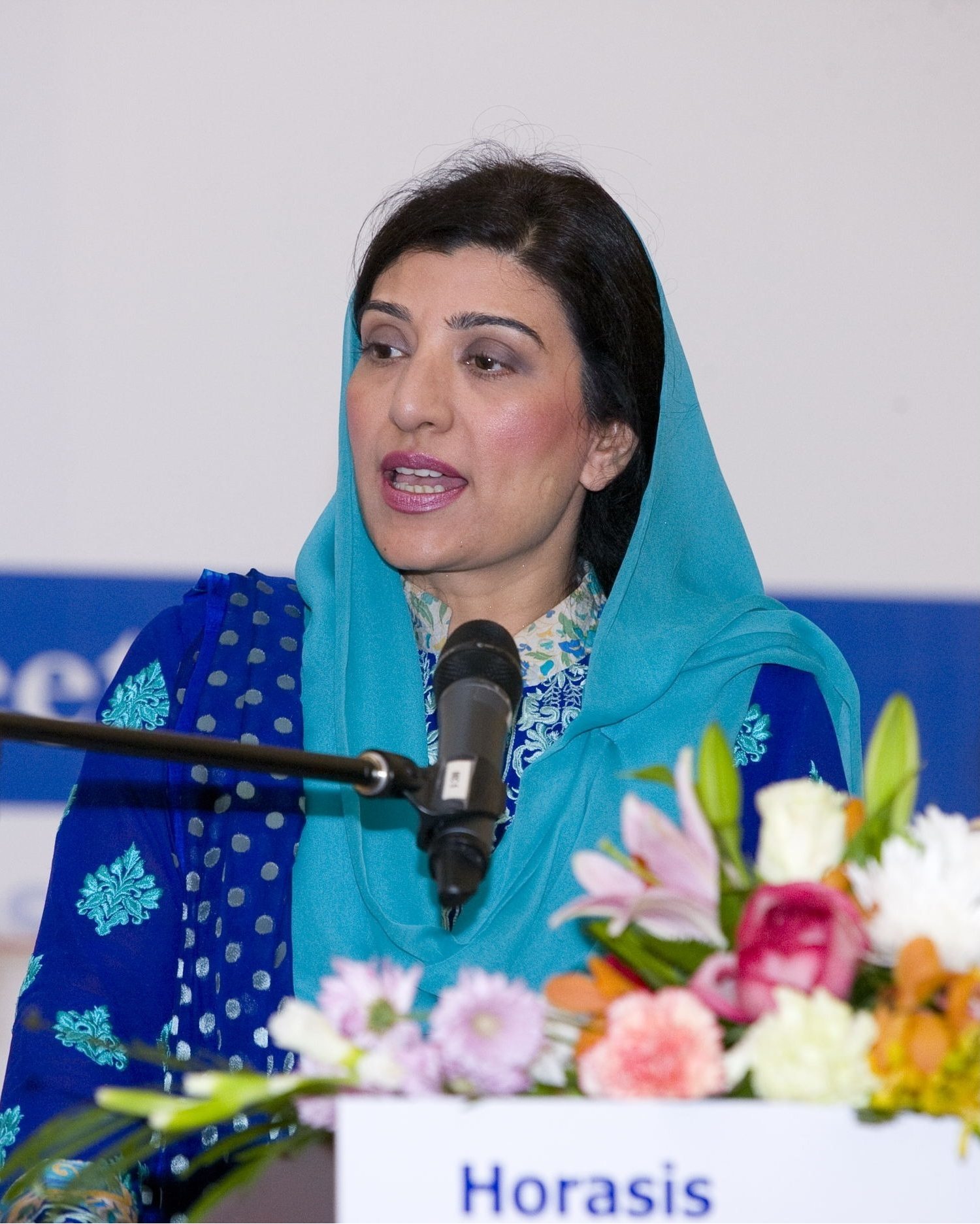
Farzana Raja: Com té sentit la regió d'un món caracteritzat per una fragilitat acusada i una incertesa augmentada?. Reunió empresarial àrab global Horasis 2011

#### Legislació per a la protecció de les dones
El 29 de gener de 2010, el president va signar el Projecte de llei de 2009 sobre la protecció contra l'assetjament de les dones en el lloc de treball que el parlament va adoptar el 21 de gener de 2010. El desembre de 2012 el president va signar dos projectes de llei addicionals que criminalitzen les pràctiques primitives de vani (urdú, ونی; oferiment de noies per a un matrimoni com a compensació), watta satta (urdú, کاروکاری; matrimoni simultani d’una parella germà-germana), i el matrimoni amb l'Alcorà, que utilitzava les dones com a mercaderies comercialitzables per a la resolució de disputes. A més, es castiga l'atac amb àcid amb cadena perpètua. El govern també va establir un grup especial de treball a la regió interior del Sind per a accions contra la pràctica de karo-kari (crims d'honor) establint línies d’ajuda i oficines als districtes de Sukkur, Jacobabad, Larkana i Khairpur.
El 2012, el govern va reviure la Comissió Nacional sobre la Condició de la Dona establerta pel general Musharraf durant tres anys el 2000, i posteriorment es va recuperar durant tres anys alhora. El projecte de llei presentat pel govern establia la comissió com un òrgan permanent amb la tasca de garantir l'aplicació de la legislació sobre protecció de les dones i els abusos contra les dones.
El febrer de 2012, el Moviment Muttahida Qaumi (urdú, متحدہ قومی موومنٹ) va celebrar la concentració política femenina més gran del món a Karachi, amb una presència estimada de 100.000 dones.

#### Modificació de la Llei de dret penal de 2016
El 7 d’octubre de 2016, el parlament pakistanès va aprovar per unanimitat un nou projecte de llei contra la violació i els crims d'honor. Les noves lleis van introduir càstigs més durs per als autors d’aquests crims. Segons el nou projecte de llei contra la violació, les proves d'ADN es van fer obligatòries en casos de violació. Sabotejar o interrompre la feina d'un agent de policia o d'un funcionari del govern pot comportar la presó d'un any segons la nova llei. Els funcionaris governamentals que s'aprofitin de la seva posició oficial per cometre un acte de violació (per exemple, una violació durant una custòdia) són susceptibles de presó perpètua i multa. Segons la nova llei, qualsevol persona que violi un menor o una persona amb discapacitat mental o física serà castigat amb la pena de mort o amb cadena perpètua.
L'enregistrament de la declaració d'una dona víctima d'una violació o assetjament sexual l'ha de fer un agent investigador, en presència d'una dona policia o d'un membre de la família de la víctima. El Consell Provincial de l’Advocacia ha de proporcionar assistència legal a les víctimes de la violació (si cal). La nova llei també declara que els judicis per delictes com ara violacions i delictes relacionats es poden realitzar amb videoconferència i també permet l’ús de tecnologia, com ara gravaciones de vídeo per enregistrar declaracions de la víctima i dels testimonis, per estalviar-los la humiliació o el risc que comporta la seva compareixença física al tribunal. També es restringeix als mitjans de comunicació la publicació o publicitat dels noms o de qualsevol informació que reveli la identitat d’una víctima, excepte quan es publiquin les sentències judicials. El judici per violació finalitzarà en un termini de tres mesos. No obstant això, si el judici no es completa en un termini de tres mesos, el cas es posarà en coneixement del jutge en cap del Tribunal Suprem per obtenir instruccions adequades. El nou projecte de llei també garanteix que les treballadores sexuals també estiguin incloses en la protecció de la llei.
La directora executiva de l'ONU Dones, Phumzile Mlambo-Ngcuka, va saludar la decisió del govern del Pakistan d'aprovar els projectes de llei contra la violació i els crims d'honor.

## Costums

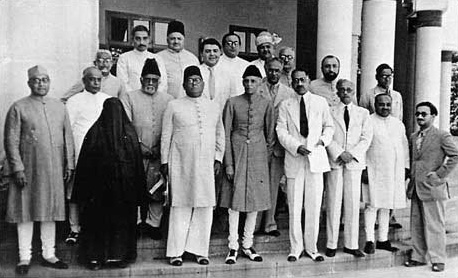
Una reunió de la Lliga musulmana de tota l'Índia a Lahore el 1940, on apareix Amjadi Begum coberta amb un burca

Les vides tradicionals de dones asiàtiques del sud en general i de dones musulmanes al Pakistan en particular es limitaven a la Chulha Cawka Char Diwari, és a dir, «dins de les quatre parets de la cuina», amb una càrrega addicional de castedat, modèstia i honor de la família que es regeix per la misogínia i el patriarcat, on en diversos nivells d’aïllament social (des de l’obligació de vestir amb el pallu o amb la dupatta), s'imposaven a les dones la purdah i el burca i es negava generalment a les dones un accés digne i gratuït als llocs públics.

### Lapurdah
Les normes de la purdah (en urdú, پردہ) se segueixen en poques comunitats del Pakistan. Es practica de diverses maneres, segons la tradició familiar, la regió, la classe social i la residència rural o urbana. És més probable que la purdah es practiqui entre els paixtus i els rajputs musulmans. Actualement, moltes dones al Pakistan no practiquen la purdah, a la qual s'oposen molts erudits religiosos. En general, les dones que viuen en zones més desenvolupades com Lahore, Karachi i Islamabad són més liberals en termes de vestimenta que les dones que viuen en zones menys desenvolupades.

### El matrimoni infantil (vani)
Tot i que la Llei de restricció dels matrimonis infantils fa il·legal el casament de noies menors de 16 anys, es solen trobar casos de matrimonis infantils a les zones rurals. El vani (en urdú, ونی) és un costum de matrimoni infantil seguit a les zones tribals i a la província del Panjab. Casen les noies per la força per resoldre els enfrontaments entre diferents clans; el vani es poden evitar si el clan de la noia accepta pagar diners (anomenat deet), a l'altre clan.
El swara, pait likkhi i addo baddo són costums tribals i rurals similars que sovint promouen el matrimoni de noies en els seus primers anys d'adolescència. En un cas extrem, el 2012, un jirga local del poble d’Aari (al distrite de Swat) va ordenar que Roza Bibi, una noia de sis anys, s'havia de casar per resoldre una disputa entre la seva família i la família rival. A partir del 2018, la tendència del vani ha disminuït molt, cosa que permet a moltes noies joves viure la seva infància lliurement.

### El watta satta

Gràfica que mostra el matrimoni simultani de dues parelles germà-germana de dos clans diferents (triangle = home, cercle = dona. Els colors representen grups de descendència)

El watta satta (en urdú, ،شغار،وٹہ سٹہ) és un costum tribal en el qual implica el matrimoni simultani d’una parella germà-germana de dos clans diferents. En alguns casos, es tracta de parelles oncle-neboda o parelles de cosins. Tot i que la llei islàmica requereix que les dues parelles consentin explícitament el matrimoni, les dones sovint es veuen obligades a casar-se en matrimonis concertats pels seus pares o líders tribals. El watta satta és més comú a les zones rurals del nord-oest i de l'oest del Pakistan i en les seves regions tribals.

### El dot
Com a altres parts del sud d'Àsia, el costum del dot es practica al Pakistan, i els conflictes relacionats amb ell sovint donen lloc a violència, fins i tot a la mort per dot. Amb més de 2.000 morts anuals relacionades amb el dot i taxes anuals superiors a 2,45 morts per cada 100.000 dones per violència relacionada amb el dot, el Pakistan té el nombre més alt de morts per dot al món per cada 100.000 dones.

### Violència de gènere
El 1999, almenys 1.000 dones van ser assassinades al Pakistan, i el 90% de les dones van declarar haver estat objecte de violència domèstica. Les autoritats policials rebutgen habitualment les denúncies per violència domèstica per considerar-la una disputa privada. Amb els casos de violència domèstica, és important reconèixer que la violació conjugal no es considera delicte. La majoria de les dones no denuncien els abusos que experimenten perquè volen no arruïnar la reputació de la seva família, tenen por que els abusos empitjorin, i temen que les separin del seu marit i dels seus fills. Per a les dones que denuncien abusos, sovint són assetjades per la policia i les seves famílies; al voltant del 33% de les dones van ser víctimes d'abusos físics i no van denunciar. Quan es tracta d’abús matrimonial, fins i tot les dones embarassades són víctimes. Per fer-hi front, algunes dones entren en comunitats religioses o en esdeveniments religiosos per evitar estar a casa i patir agressions. Algunes demanen ajuda a les seves amistats i familiars, però la majoria són reticents a presentar queixes formals perquè se senten com si no les entenguessin.

#### Violació
Les dones que denuncien violacions o agressions sexuals per part de desconeguts solen ser desacreditades i tractades amb falta de respecte per l'abusiva policia, els metges forenses que se centren en l'estat de virginitat en lloc de les ferides, i els jutges són escèptics. La policia del Pakistan sovint es nega a registrar la denúncia de dones quan pot haver estat implicat un oficial. La Llei de violació del Pakistan permet la violència matrimonial, no defineix la violació legal i, en alguns casos, les dones no poden declarar. Instàncies com la violació no es prenen per accions a causa de les creences islàmiques. Les paraules de les víctimes d'una violació no es prenen com qüestions greus i no demostren que la víctima digui la veritat.
L'any 2006, el president Pervez Musharraf va aprovar la Llei de protecció de la dona. El seu propòsit era que les dones rebessin ajudes i poguessin tenir protecció en virtut de les Ordenances de Hudood (en urdú, حدود), i que tornessin a ser processats aquests delictes segons el Codi Penal pakistanès. Aquesta llei reconeix la violació en cinc circumstàncies: 
- contra el consentiment d'una dona,
- sense el consentiment d'una dona,
- amb el consentiment d'una dona, quan s'ha obtingut el consentiment sota por o ferint una dona,
- amb el consentiment d'una dona, quan l'home sap que no està casada amb ella i que ella li dona el consentiment perquè creu que l'home és la persona amb qui està o es creu casada,
- amb o sense el consentiment d'una dona quan sigui menor de setze anys.

Pel delicte de violació, una persona al Pakistan por ser castigada amb la pena de mort o ser empresonada fins a 10 a 25 anys. Tot i que es va aprovar la llei, no es van produir efectes significatius en les investigacions sobre víctimes de violació.
El 17 d'abril de 2002, una dona anomenada Zafran Bibi, que aleshores tenia 26 anys, va ser condemnada a mort per lapidació al Pakistan. Zafran Bibi va ser una víctima de violació al Pakistan. Bibi va ser declarada culpable per haver mantingut relacions sexuals fora del matrimoni i va ser condemnada a mort a causa d'aquest incident. Bibi va declarar que va ser torturada i violada pel seu cunyat, Jamal Khan. El seu marit estava a la presó quan es va produir l'incident. Els grups de drets humans van veure que la sentència de Zafran Bibi era estranya i que les accions que es van dur a terme en relació amb el seu cas no es van fer com s'haria d'haver fet. La pressió del grup pels drets humans va portar finalment el tribunal a anul·lar la seva condemna.

#### Crims d'honor (karo-kari)
La majoria de les víctimes de crims d'honor són dones i els càstigs aplicats als assassins són molt indulgents. El 2010, es va informar que cada any es produeixen més de 1.000 crims d'honor al Pakistan i a l'Índia.
La pràctica de l'assassinat d'una persona sospitosa de tenir una relació il·lícita es coneix com karo kari (en urdú, کاروکاری) a les províncies de Sind i Balutxistan. El desembre de 2004, el Govern va aprovar un projecte de llei que imposava el karo kari sota les mateixes disposicions penals que l'assassinat. El 2016, el Pakistan va revocar la bretxa que permetia als autors dels crims d’honor evitar el càstig demanant perdó pel delicte a un altre membre de la família i, per tant, ser indultats legalment. S'han denunciat molts casos de crims d'honor contra dones que es casen contra els desitjos de la seva família, que sol·liciten el divorci, o que han estat violades. A més, les dones de classe baixa són més propenses a ser víctimes de violacions i de crims d'honor..

#### Atacs amb àcid
Els atacs amb àcid es produeixen a l'esfera pública. Es llança àcid o querosè contra les dones, principalment en direcció a la cara, com a forma de càstig permanent. Moltes dones no denuncien aquests atacs per por de tornar a ser atacades o per protegir-se dels grups de persones que cometen els atacs. Centenars de dones són víctimes d'aquests atacs i algunes moren per les seves ferides. Quan s'informa d’aquests atacs, de vegades consten com accidents o suïcidis. Per ajudar les víctimes d'aquests atacs, la Fundació Depilex Smileagain ofereix a les víctimes d’atacs amb àcids l’oportunitat de sotmetre’s a una cirurgia per curar la cara amb l’ajut de metges experimentats, mentre reben els serveis mèdics que necessiten per recuperar-se.
Segons la Llei Qisas (en àrab, قِصَاص; ull per ull) del Pakistan, l'autor pot patir la mateixa sort que la víctima, si la víctima o el guardià de la víctima ho decideixen. L'autor pot ser castigat posant gotes d'àcid als ulls. L'article 336B del Codi Penal del Pakistan estableix: «Qualsevol persona que causi ferides amb substàncies corrosives serà castigat amb la pena de cadena perpètua o amb qualsevol atra pena que no pot ser inferior a catorze anys i una multa mínima d'un milió de rupies». A més, l’article 299 defineix Qisas i diu: «Qisas significa un càstig causant ferides similars a la mateixa part del cos del condemnat que ha causat a la víctima o causant la seva mort si ha comès qatl-iamd (homicidi intencionat) en exercici del dret de la víctima o d’un wali (el guardià de la víctima)».

### L'infanticidi femení
Tres estudis de recerca diferents, segons Klausen i Wink, assenyalen que el Pakistan tenia el percentatge més alt del món de noies desaparegudes, en relació amb la seva població femenina pre-adulta total.

### El matrimoni amb l'Alcorà
El matrimoni amb l'Alcorà, tradicionalment anomenat Haq Bakshish, és una pràctica continuada que es pot traduir simplement per renunciar literalment al dret de casar-se, i requereix que la dona visqui sense marit durant tota la seva vida. En algunes parts del Sind, la pràctica de casar una dona amb l'Alcorà és freqüent entre els propietaris de terres. Tot i que és aliè a l'islam i no té cap base religiosa, la pràctica la fan servir sovint els homes per conservar o apropiar-se la terra de les seves germanes i filles. La lògica cultural del «matrimoni amb l'Alcorà» no és exclusiva del limitat món dels musulmans al sud d'Àsia. Arranjaments similars, com el «casament» celebrat entre una novícia catòlica i Jesucrist, es coneixen en altres regions i religions. Mentre que el matrimoni amb l'Alcorà està desaprovat per «l'Islam textual», «l'Islam practicat regionalment» pot fins i tot afegir una cobertura religiosa.
El Consell d'Ideologia Islàmica va aprovar per unanimitat un projecte de llei dirigit a eliminar els costums de casar una dona amb l'Alcorà, i el Consell, en la seva 157a reunió, va recomanar al govern que condemnés amb cadena perpètua a aquells que casessin les seves germanes i filles amb l'Alcorà. El projecte de llei, que s'anomena Codi Penal de Pakistan (Llei de modificació) de 2005, pretén abolir el costum no islàmic d’aquests matrimonis. El matrimoni amb el llibre sagrat és un costum comú a Sind, especialment entre els senyors feudals per evitar la transferència de béns de mans familiars en el moment del matrimoni de la seva filla o germana. El Consell ha declarat que aquesta pràctica equival a profanar l'Alcorà, profanar la institució islàmica del matrimoni i negar a una dona l'herència, així com el seu dret a triar una parella de vida.

### El matrimoni entre cosins
Segons la professora Huma Arshad Cheema (Cap del Departament de Gastroenterologia Pediàtrica de l’Hospital Infantil de Lahore), el 50% de la mortalitat infantil al Pakistan s'atribueix a trastorns metabòlics heretats, a més de malalties heretades o genètiques que afecten el fetge, el cor, els ronyons i el cervell dels nens. Segons la doctora Areeba Farrukh, resident pediàtrica de l’Institut Nacional de Salut Infantil de Karachi, els matrimonis de cosins també són una raó important per a malalties com la talassèmia i l’acumulació defectuosa d'hemoglobina, que eventualment pot provocar deficiència de ferro i anèmia.

Els matrimonis endògams consanguínis son freqüents a l'Islam. Més de 250 milions de dones musulmanes es troben casades en matrimonis consanguinis endògams, generalment amb cosins-primers o en matrimonis oncle-neboda.[96][97] Més del 65̬% de tots els casaments a l'Aràbia Saudita i al Pakistan són matrimonis concertats endògams i consanguínis; i aquest tipus de matrimonis es presenta a més del 40% de tots els casaments a Mauritània, Sudan, l'Iraq, Jordània, Síria, Iemen, Kuwait, Emirats Àrabs i Oman.[98]

Segons un estudi conjunt realitzat el 2016-2017 per acadèmics del Departament de Ciències Biològiques de la Universitat Gomal i de l'Institut de Biotecnologia i Enginyeria Genètica de la Universitat d'Agricultura de Peshawar; una elevada taxa de consanguinitat al Pakistan contribueix a la pèrdua auditiva hereditària i per minimitzar aquests riscos cal assessorament genètic. Moltes noies es van preparar i van ser pressionades perquè acceptessin els matrimonis entre cosins per mantenir intactes les propietats i relacions feudals familiars. En el procés, els nens pateixen diversos tipus de discapacitats genètiques a causa de les tradicions dels matrimonis entre cosins.
Segons Sadia Saeed, les mutacions deformades A DCY3 condueixen a un aprenentatge lent i a discapacitats intel·lectuals entre lleus i moderats, la pèrdua de l'olfacte, i fins i tot a l'obesitat amb més probabilitats de diabetis al llarg de la vida; la mutació MARK3 pot conduir a Phthisis bulbi progressiva (contracció del globus ocular); i la mutació IQSEC1 pot ser causa de discapacitat intel·lectual, retards en el desenvolupament, estatura curta, pèrdua de parla, baix to muscular i, en alguns casos, convulsions i comportaments agressius.

## Cultura

### Indumentària
Tot i que la població pakistanesa és gairebé totalment musulmana (el 96,4% el 2010), l'estatus de les dones difereix significativament per comunitat. El vestit de les dones varia segons la regió, la classe social i l’ocasió, però el shalwar kameez (en urdú, شلوار قمیض) és la peça principal que porten les dones pakistaneses. Les ghararas (en urdú, غرارہ ;una faldilla lleugera dividida que es portava amb una brusa) i les lehengas eren abans molt habituals, però ara es porten sobretot en casaments.
Poques dones pakistaneses porten el hijab o el burca en públic, i el grau en què opten per cobrir varia; essent predominant principalment l’ús del burca als territoris paixtun. Alguns estils de roba tradicionalment afganesos han predominat en les darreres dècades en algunes zones del Pakistan. El Pakistan no té lleis que obliguin o prohibeixin no portar el hijab. Les enquestes dutes a terme al Pakistan mostren que la majoria de les dones que porten el hijab ho fan per decisió pròpia. El hijab no és un requisit absolut, i fins i tot les dones porten texans i samarretes a les zones urbanes de Karachi, Lahore, Islamabad i altres grans ciutats.

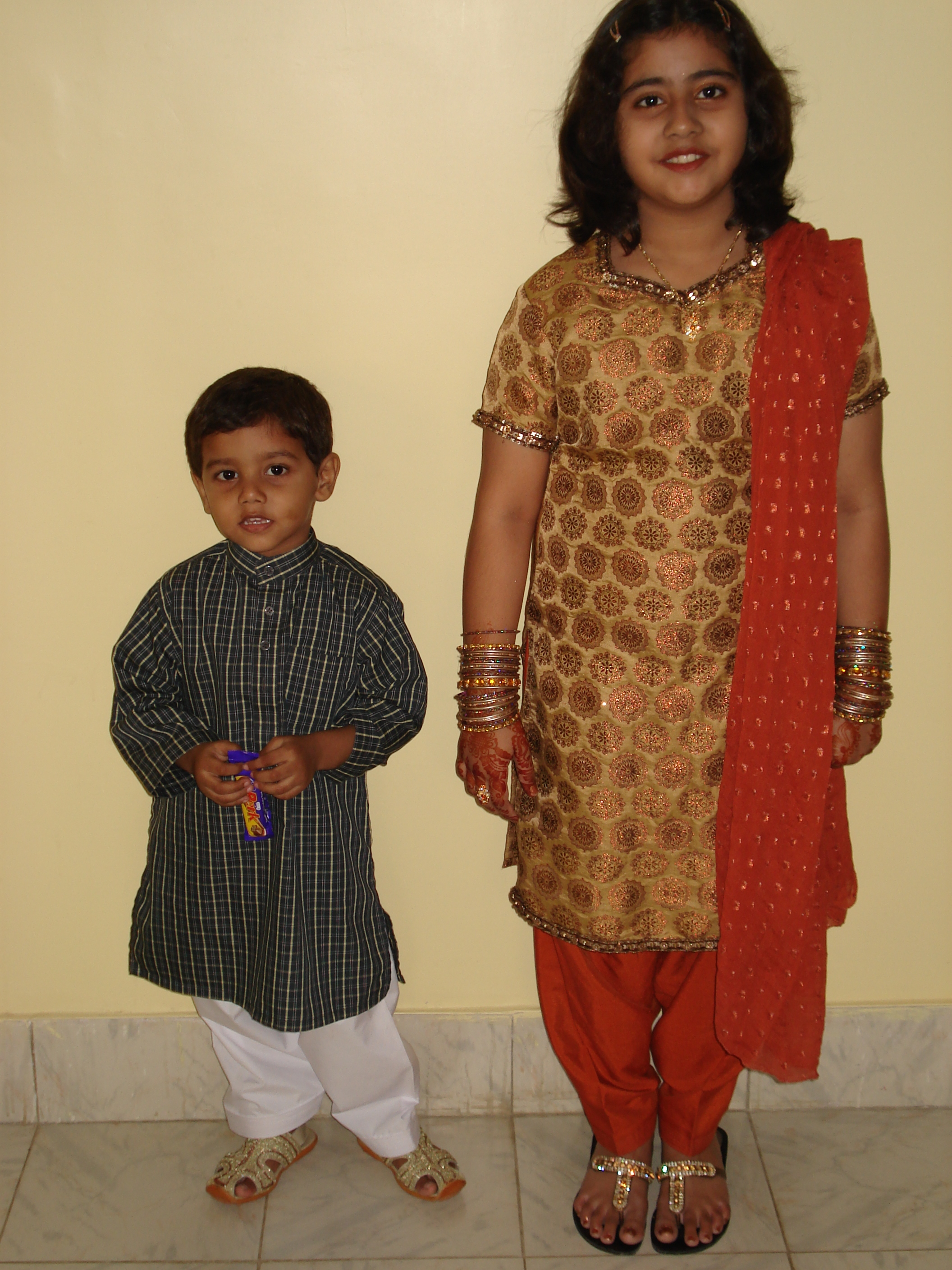
Una dona i un nen vestits amb un shalwar kameez
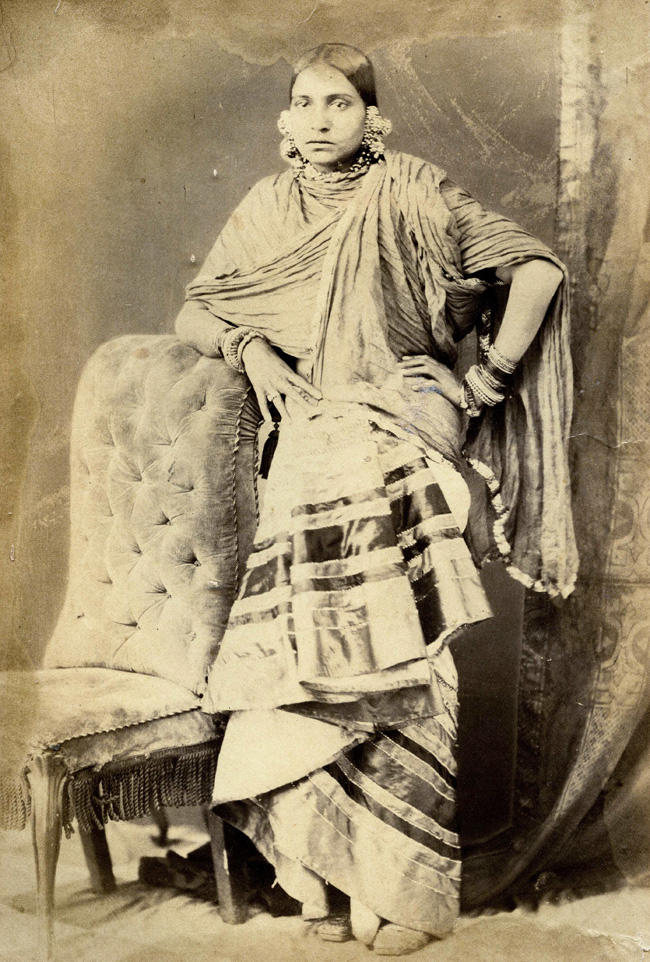
Dona amb gharara
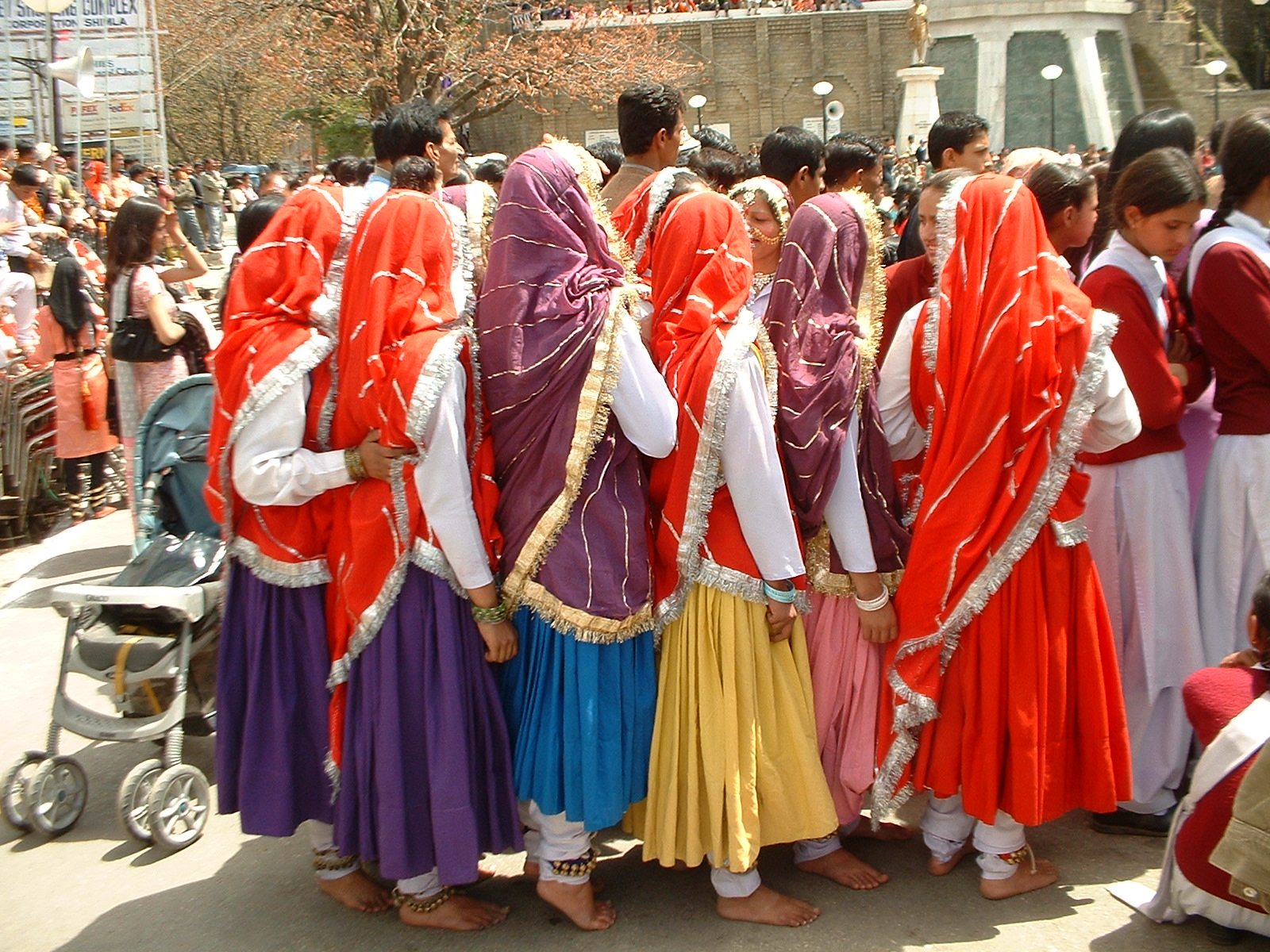
Dones amb dupatta

En els darrers cinc anys, el vestit occidental s'ha tornat molt més comú entre les dones de les ciutats. Moltes dones porten pantalons, texans i texans ajustats amb camises llargues i camises curtes.
La majoria de les dones de les petites ciutats i les zones rurals porten el shalwar kameez, que consisteix en una part superior de túnica i un conjunt de pantalons amplis que cobreix els braços, les cames i el cos. També s'utilitza la dupatta, una gran bufanda que es fica al voltant de les espatlles, la part superior del pit i el cap.
Algunes dones pakistaneses que no porten el hijab poden portar el dupatta o el xador.
Un sari és un vestit formal que porten en ocasions especials algunes dones, principalment urbanes. La islamització sota la dictadura del general Zia ul Haq va establir que el sari era forma de vestir «no-islàmica». però ha tornat a aparèixer en cercles de moda.

### Activisme
La societat civil pakistanesa i les feministes pakistaneses han produït un nombre important de grans i petites, valentes ONG i un activisme proactiu, incloses les del Moviment Me Too (#MainBhi) i l'anual Aurat March (en urdú, عورت مارچ; Marxa de les Dones), que treballen per millorar la situació mundial de les dones pakistaneses i, en particular, per prevenir la violència contra les dones, per exemple:
- l'Associació de Dones del Pakistan (en urdú, آل پاکستان ویمنز ایسوسی ایشن), fundada el 1949,
- la Fundació Aurat, registrada a 1986,
- Blue Veins, que treballa principalment en temes de salut a les zones rurals,
- la Societat per a l'avaluació i la capacitació de dones en àrees rurals (SAWERA) fundada el 2004 en l'Agència de Khyber, famosa per l'assassinat de la seva fundadora Fareeda Afridi, assassinada al juny del 2012.[112][113]

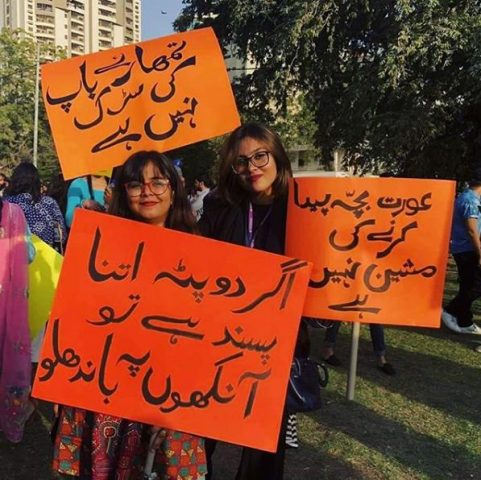
Aurat March 2019 (marxa de les dones) al, Pakistan, durant el Dia Internacional de les Dones
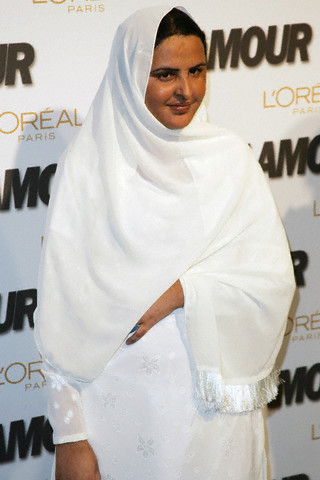
Mukhtār Mā'ī, una supervivent d'una violació en grup com a forma de venjança d'honor. És una de les activistes dels drets de les dones més destacades del Pakistan
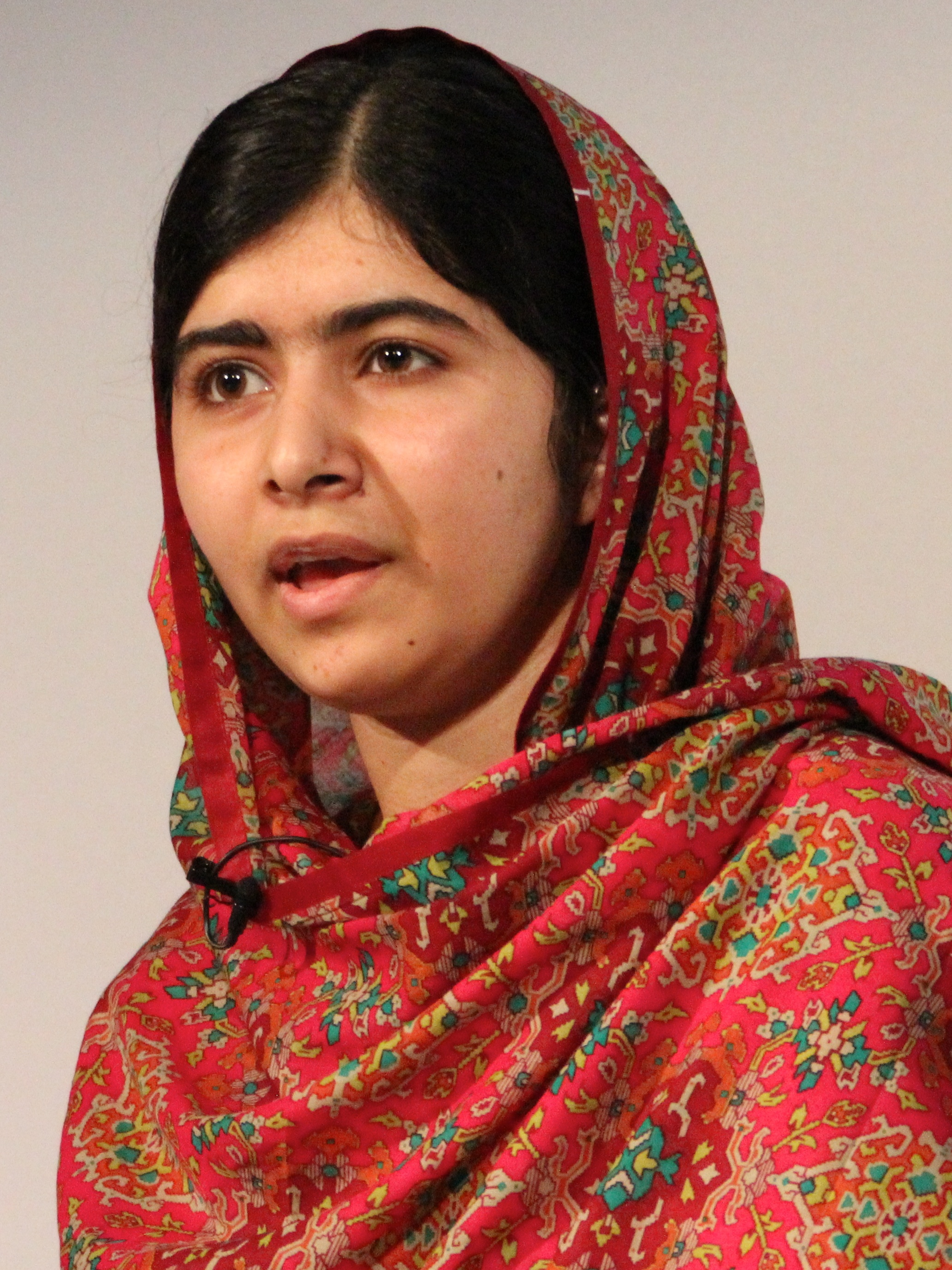
Malala Yousafzai, una activista que treballa pels drets a l'educació dels nens al Pakistan. És la guanyadora del premi Nobel més jove de la història

En un important repte legal contra la companyia aèria estatal, Pakistan International Airline (PIA), el març de 2018, la demandant Komal Zafar va argumentar que el fet de no seleccionada com a pilot cadet era inconstitucional. El jutge Muhammad Farrukh Irfan Khan, del Tribunal Suprem de Lahore, va aprovar les ordres sobre la petició presentada per Komal Zafar per a la implementació de la quota de dones en el procés de reclutament de pilots del PIA. Durant l’audiència, l’advocat de la peticionària va afirmar que les dones eren ignorades en el procés de contractació per cobrir les vacants de pilots malgrat la quota del 10% especificada en la política. Va afirmar que no es va complir la política i va demanar que es donessin instruccions per completar el procés de reclutament per a les places de pilots reservades a dones.
Aurat March és una marxa de dones que es realitza durant el Dia Internacional de les Dones organitzada a diverses ciutats del Pakistan, incloses Lahore, Hyderabad, Karachi i Islamabad. La primera marxa es va celebrar a Pakistan el 8 de març de 2018 (a la ciutat de Karachi). El 2019, va ser organitzat a Lahore i Karachi per un col·lectiu de dones anomenat Hum Auratein (Nosaltres les Dones) i en altres parts del país, incloses Islamabad, Hyderabad, Quetta, Mardan i Faisalabad, pel Front Democràtic de Dones (en urdú, ویمن ڈیموکریٹک فرنٹ), Fòrum d'Acció de Dones, i altres. La marxa va ser avalada per la Lady Health Workers Association i va comptar amb representants de diverses organitzacions de drets de les dones. La marxa demanava una major rendició de comptes per la violència contra les dones i el suport a les dones que pateixen violència i assetjament per part de les forces de seguretat, en espais públics, a casa i en el lloc de treball. Els informes suggereixen que cada vegada hi ha més dones que es van afanyar a unir-se a la marxa fins que la multitud es va dispersar. Les dones (així com els homes) portaven cartells amb frases com «Ghar ka Kaam, Sab ka Kaam» (Les feines de la llar, la feina de tots) i «Les dones som humanes, no l'honor» es va convertir en un crit de concentració.

### Esports

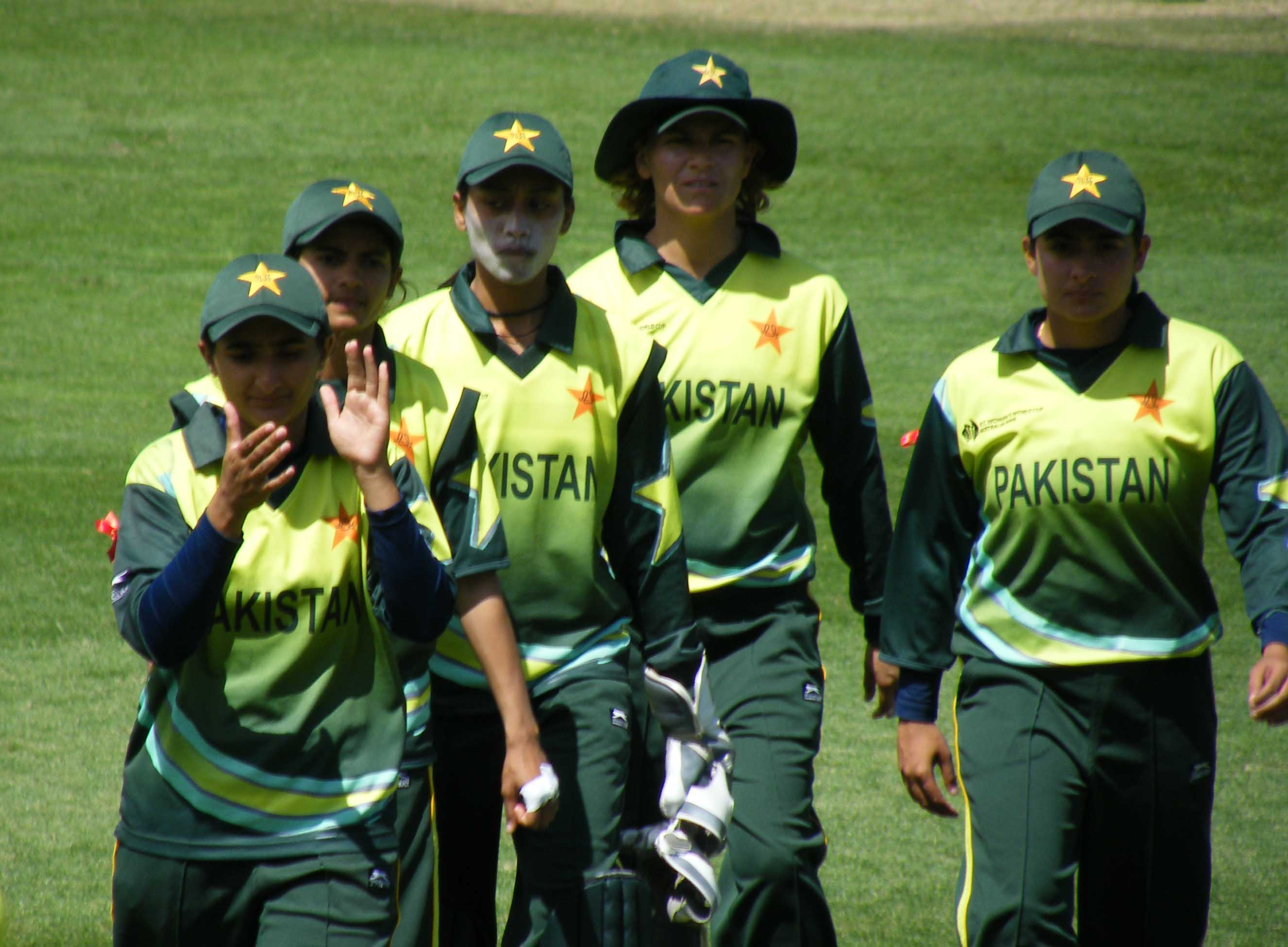
Equip de cricket femení pakistanès

Les esportistes del Pakistan sempre han estat afectades per la societat patriarcal i moltes s'han manifestat per afirmar que entrenadors, seleccionadors i altres que estan en posició de poder les exigien favors sexuals. Aquest tipus d'abús sexual ha portat algunes atletes a suïcidar-se a causa de la inacció de les autoritats a la recerca dels sospitosos. En alguns casos, les esportistes que denuncien els casos d'abús i assetjament sexual són expulsades o posades en dubte.
El 1996, quan les germanes Shaiza i Sharmeen Khan van intentar introduir el criquet femení per primera vegada al Pakistan, es van trobar amb casos judicials i fins i tot amenaces de mort. El govern les va denegar el permís per jugar a la l'Índia el 1997 i va dictaminar que es prohibia a les dones practicar esport en públic. No obstant això, més tard se les va concedir el permís i l'equip de cricket femení pakistanès va jugar el seu primer partit gravat el 28 de gener de 1997 contra Nova Zelanda a Christchurch.

## L'educació i desenvolupament econòmic
Al Pakistan, l'accés de les dones a la propietat, l'educació, l'ocupació, etc. continua sent considerablement inferior en comparació amb els homes. El context social i cultural de la societat pakistanesa ha estat històricament predominantment patriarcal. Les dones tenen un percentatge baix de participació en la societat fora de la família.
Segons l'estudi de recerca de Khurshid, Gillani, Hashmi; es llibres de text escolars pakistanesos són discriminatoris cap a la representació femenina en quantitat i estatus. La història que s'ensenya als llibres de text de l'escola pakistanesa és majoritàriament orientada als homes, als llibres escolars urdús també es representa menys el paper religiós de les dones, i les dones es mostren en posició inferior en comparació amb els homes.

### L'educació
Tot i la millora de la taxa d’alfabetització pakistanesa des de la seva independència, l'estatus educatiu de les dones pakistaneses és un dels més baixos del món. La taxa d’alfabetització de les dones urbanes supera cinc vegades la taxa de dones rurals. La taxa d’alfabetització és encara més baixa per a les dones en comparació amb els homes; la taxa d’alfabetització és del 45,8% per a les dones, mentre que per als homes és del 69,5% (de 15 anys o més, dades del 2015).
A finals del segle xx, la taxa d’abandonament escolar de les nenes era molt elevada (gairebé el 50%), tot i que els èxits educatius de les dones eren superiors als masculins dels diferents nivells educatius. Des de llavors, l'educació per a dones ha millorat ràpidament. A Lahore hi ha 46 col·legis públics, dels quals 26 són universitats femenines i alguns d'altres són centres coeducatius. De la mateixa manera, les universitats públiques del Pakistan tenen una inscripció femenina semblant a la masculina.

La UNESCO i la filial d'Orascom de Pakistan Telco, Mobilink, utilitzen telèfons mòbils per educar les dones i millorar les seves habilitats d’alfabetització des del 4 de juliol de 2010. La Fundació BUNYAD de Lahore i l'ONU treballen a través del Marc d’Acció de Dakar per a l’EFA (Educació per a tothom) per col·laborar també en aquesta causa.

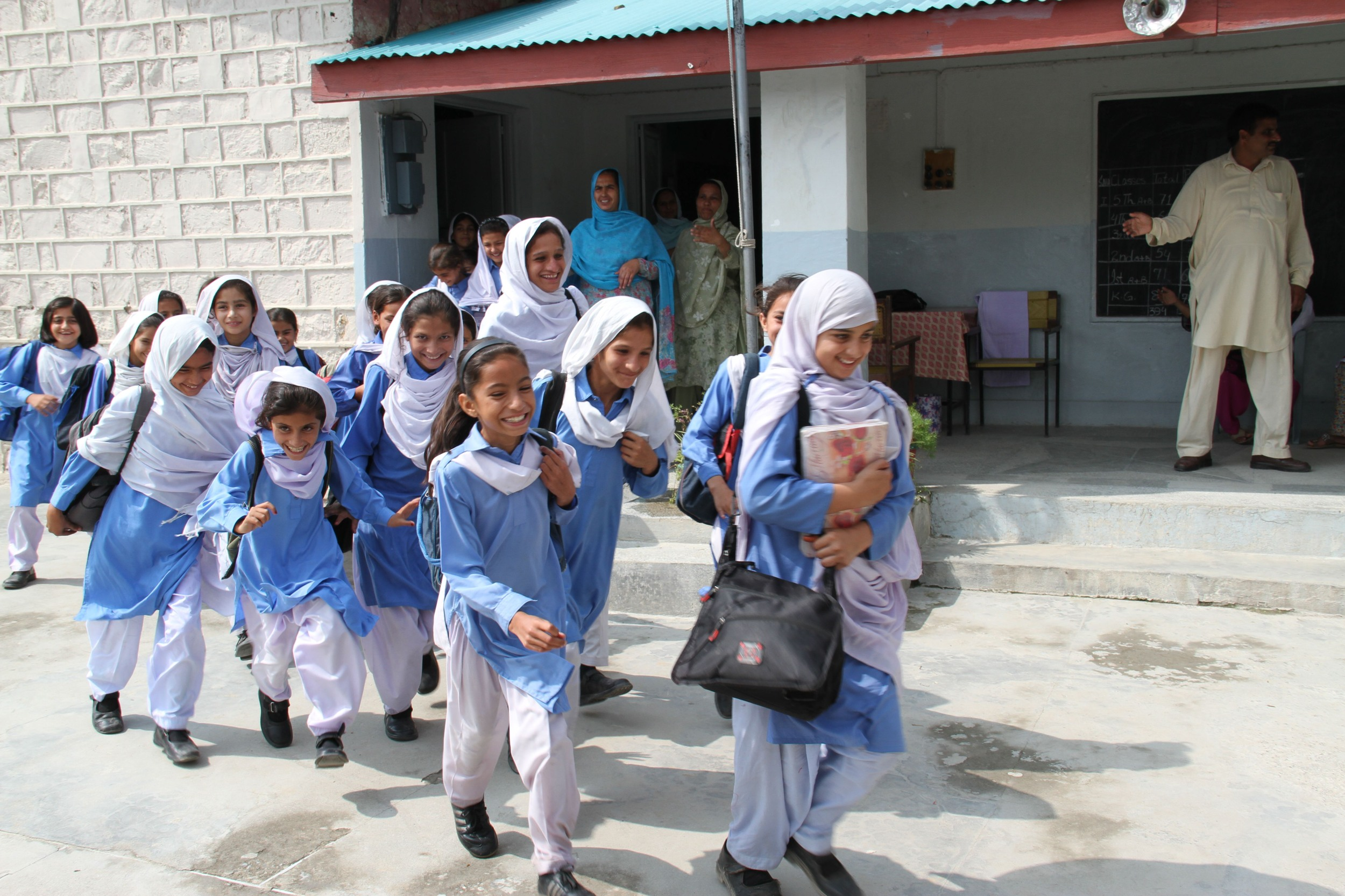
Escola de noies en Abbotabad
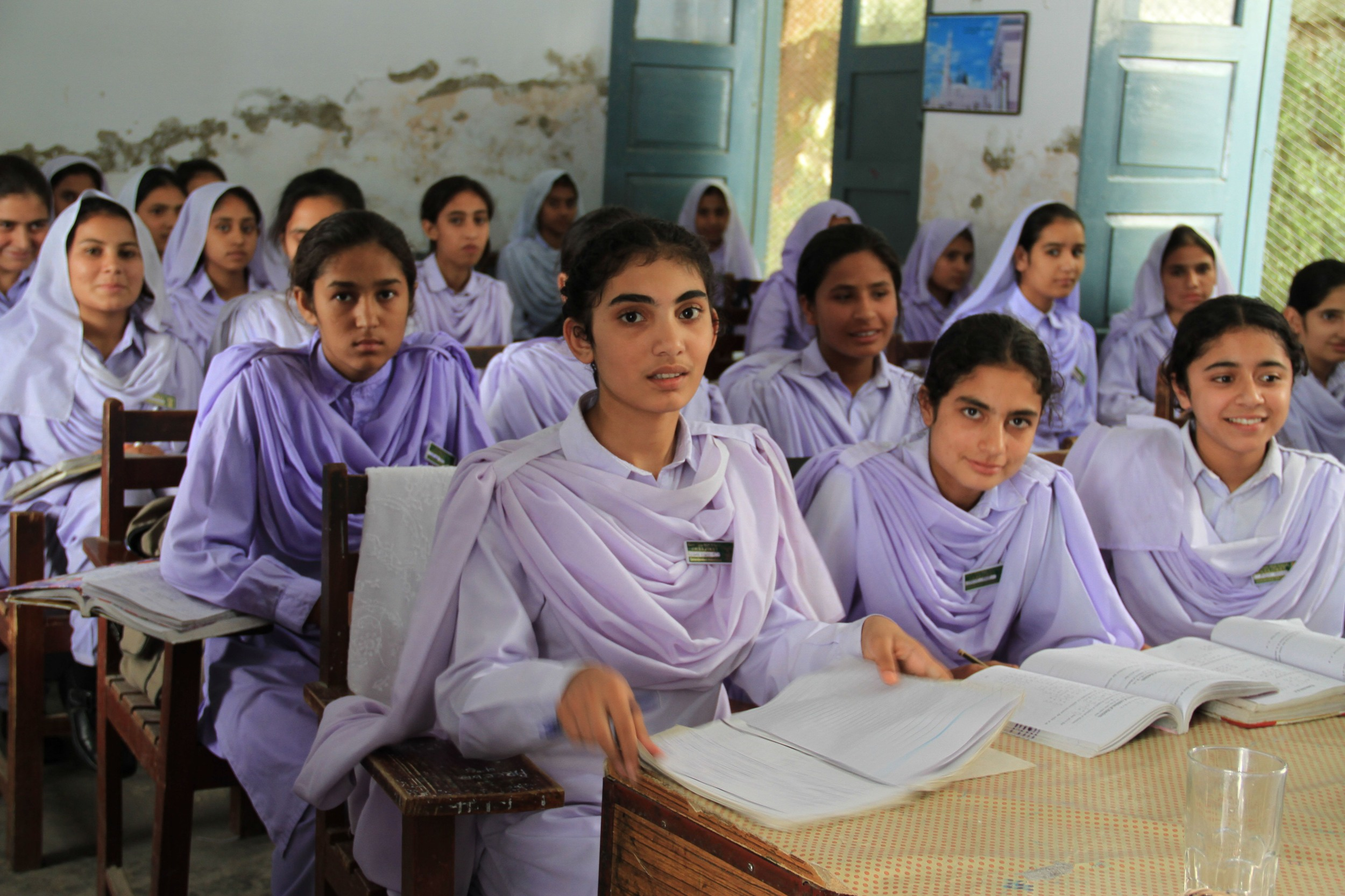
Escola de noies de Khyber Pakhtunkhwa

El 2010, la taxa d’alfabetització de les dones al Pakistan era del 39,6%, en comparació amb la dels homes, del 67,7%. Les estadístiques més recents proporcionades per l'UNICEF mostren que l'educació femenina entre les joves de 15 a 24 anys ha augmentat substancialment fins al 61,5%, un 45% més. L'educació masculina manté un rati constant del 71,2%.
Els objectius de les polítiques educatives al Pakistan tenen com a objectiu assolir la igualtat en l'educació entre noies i nois i reduir la bretxa de gènere en el sistema educatiu. No obstant això, la política també anima les noies, principalment a les zones rurals del Pakistan, a adquirir habilitats bàsiques de gestió de la llar, que són preferibles a l'educació primària completa. Les actituds envers les dones a la cultura pakistanesa dificulten la lluita per la igualtat educativa. La manca de democràcia i de pràctiques feudals del Pakistan també contribueix a la bretxa de gènere en el sistema educatiu.
Les noies de les zones rurals s'enfronten a molts problemes quant als seus estudis. Hi ha diversos problemes i causes dels problemes educatius de les nenes a les zones rurals del Pakistan. La inaccessibilitat de l'educació al Pakistan, especialment en zones endarrerides, és el resultat de la distància, el treball infantil, l'escassetat de professors, els líders locals, els canvis polítics freqüents i la por de perdre el poder. En Khyber Pakhtunkhwa i Balutxistan les dones estan severament lligades per restriccions i prejudicis culturals. Participen en el treball reproductiu, productiu i comunitari durant 14 a 18 hores. Les dones, que representen el 51% de la població del país, han estat obligades a tenir fills per al seu marit i a romandre a la seva llar. A Balutxistan, la taxa d’alfabetització femenina se situa entre el 15 i el 25%. A les zones endarrerides, les escoles de noies estan lluny de casa seva, i moltes famílies no poden pagar les despeses del viatge dels seus fills. No hi ha escoles separades per a noies. Les noies viuen amb por a causa de la política extremista. Grups militants de Khyber Pakhtunkhwa han destruït milers d'escoles perquè estan en contra de l'educació de les dones, i han amenaçat diversos governs i escoles privades de noies per aturar l'educació de les noies.
Aquest sistema feudal deixa a les dones amb poc poder i en una posició molt vulnerable. L'antiga creença sociocultural que les dones tenen un paper reproductiu dins dels límits de la llar condueix a la creença que educar les dones no té cap valor. Tot i que el govern va declarar que tots els nens i nenes de 5 a 16 anys poden anar a l'escola, hi ha 7.261 milions d’escolars a l'escola primària al Pakistan i el 58% són dones (UNESCO, Informe de seguiment global de l’Educació per a tothom 2011). Tot i que les noies tenen dret a educar-se legalment, en moltes regions rurals del Pakistan les noies estan fortament desanimades per anar a l'escola i són discriminades, ja que hi ha actes violents com l'atac amb àcid que moltes noies són víctimes per haver assistit a l'escola.

### Divisió rural / urbana i política governamental
Les dones són educades igual que els homes a les zones urbanes com Lahore, Islamabad i Karachi. No obstant això, a les zones rurals, la taxa d’educació és substancialment inferior. Això ha començat a canviar amb la publicació de la política governamental, en què el 70% de les noves escoles es construeixen per a noies, i també preveu augmentar la mida de les escoles de dones perquè la infraestructura coincideixi amb les de les escoles masculines i amb més universitats femenines establertes per tal de proporcionar a les dones estudis superiors.
Les dones dels districtes urbans d’elit del Pakistan gaudeixen d’un estil de vida molt més privilegiat que les que viuen a les zones tribals rurals. Les dones dels districtes urbanitzats solen portar estils de vida més d’elit i tenen més oportunitats d’educació. Les zones rurals i tribals del Pakistan presenten una taxa de pobresa cada vegada més alta i taxes d'alfabetització alarmantment baixes. El 2002 es va registrar que el 81,5% de les noies de 15 a 19 anys de famílies amb ingressos alts havien assistit a l'escola, mentre que el 22,3% de les noies de famílies amb ingressos baixos havia assistit a l'escola. En comparació, es va registrar que el 96,6% dels nois pakistanesos de 15 a 19 anys procedents de famílies amb ingressos alts havien assistit a l'escola, mentre que el 66,1% dels nois de 15 a 19 anys de famílies amb ingressos baixos havien assistit a l'escola. Es recomana a les noies que viuen a les zones rurals a no anar a l'escola perquè són necessàries a casa per treballar a una edat primerenca. A la majoria de pobles rurals, l'escola secundària simplement no existeix per a les noies, cosa que no les deixa més remei que preparar-se per al matrimoni i fer tasques domèstiques. Aquestes zones rurals solen tenir un finançament inadequat i l'escolarització per a les noies està en les darreres de les seves prioritats.

### L'ocupació
El Pakistan és una societat en gran part rural (gairebé dos terços de la població viu a les zones rurals) i les dones poques vegades treballen formalment. Això no vol dir que les dones no participin en l'economia; al contrari, les dones solen treballar a la granja de la llar, practicar l'agricultura de subsistència o treballar d'una altra manera dins de la unitat econòmica de la llar. Tanmateix, sovint s'evita que les dones avancin econòmicament a causa de les restriccions socials en el moviment de les dones i la barreja de gènere, així com per la baixa educació.

#### Participació a la força laboral
Tot i que les dones tenen un paper actiu en l'economia pakistanesa, la seva contribució ha estat molt poc informada en alguns censos i enquestes. Part del subestimació del paper econòmic de les dones és que el Pakistan, com molts altres països, té un sector informal molt gran. L’Enquesta de població activa del 1991-1992 va revelar que només un 16% de les dones de 10 anys o més es trobaven en la població activa. Segons el Banc Mundial, el 2014 les dones representaven el 22,3% de la població activa al Pakistan.
Segons l'informe del 1999 de la Comissió de Drets Humans del Pakistan, només el 2% de les dones pakistaneses participen en el sector formal de l'ocupació. No obstant això, el cens agrícola de 1980 indicava que la taxa de participació de les dones a l'agricultura era del 73%. L'Enquesta integrada de llars de Pakistan del 1990-1991 va indicar que la taxa de participació femenina en la força de treball era del 45% a les zones rurals i del 17% a les zones urbanes. Les dones pakistaneses tenen un paper important en la producció agrícola, la ramaderia i les indústries casolanes.
El 2008, es va registrar que el 21,8% de les dones participaven a la força de treball al Pakistan, mentre que el 82,7% dels homes participaven en la feina. La taxa de dones en la força de treball té una taxa de creixement anual del 6,5%. Dels 47 milions de persones ocupades al Pakistan el 2008, només 9 milions eren dones i d'aquests 9 milions, el 70% treballava al sector agrícola. Els ingressos de les dones pakistaneses en la força de treball són generalment inferiors als dels homes, en part a causa de la manca d’educació formal. La baixa taxa d’alfabetització femenina és un gran obstacle per a les dones que participen en la plantilla.
A causa dels valors religiosos i culturals del Pakistan, les dones que intenten accedir a la força de treball sovint són empeses al sector de serveis no organitzat i tenen salaris baixos, baixa seguretat laboral i baixa productivitat. Per millorar aquesta situació, les organitzacions governamentals i els partits polítics han d’impulsar l'entrada de les dones al sector dels serveis organitzats. Les interpretacions conservadores de l’islam no han promogut els drets de les dones a la força de treball, ja que valoren les dones com a guardianes de l'honor familiar, donen suport a la segregació per sexes i a la institucionalització de les disparitats de gènere.
A més, les dones que treballen sovint reben un salari inferior al salari mínim, ja que se les veu com a éssers menors en comparació amb els homes, i «les seves condicions de treball en relació amb les dones són sovint perilloses; cap seguretat laboral, sotmesa a discriminació laboral, abús verbal i assetjament sexual i cap suport de sindicats orientats a homes» (Anàlisi en profunditat de la participació de la força de treball de les dones al Pakistan).
Tot i que aquestes barreres religioses i culturals existeixen allunyant les dones de la força de treball, els estudis han demostrat que la formació empresarial exclusiva de dones que permet a les participants desenvolupar capital i competències, les pot trencar. Programes com aquest poden recórrer un llarg camí en un context sociocultural islàmic per desenvolupar la tolerància i la comprensió.

#### Dones militars
| «                               | Estigueu preparats per entrenar les dones en combat ..... L’islam no vol que les dones es tanquin i no vegin mai aire fresc. | » |
| — Muhammad Ali Jinnah, c. 1940s | |   |

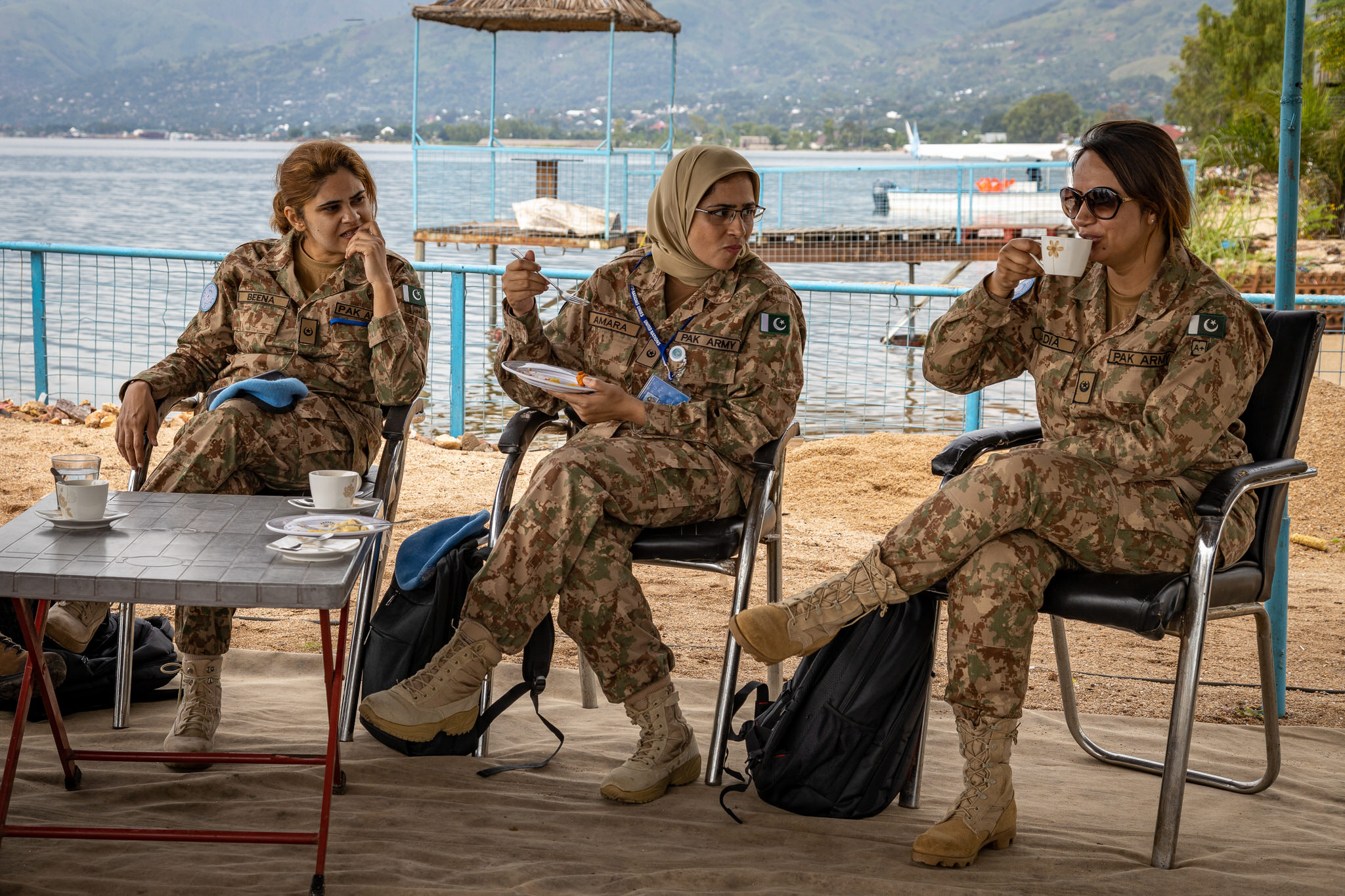
Dones oficials de l'exèrcit pakistanès durant el seu desplegament al Congo

Les dones de les Forces Armades del Pakistan són les dones oficials que serveixen a les Forces Armades del Pakistan. Les dones participen en l'exèrcit pakistanès des de 1947, després de l'establiment del Pakistan. El 2006, la primera promoció de dones de pilot de caça es va unir al comandament de la missió aèria de combat de les Forces Aèries del Pakistan. L'Armada pakistanesa prohibeix a les dones servir en missions de combat, especialment al comandament de la força submarina. Més aviat són nomenades i presten serveis en operacions que impliquen logística militar, instrucció de personal i oficines administratives superiors, particularment als quarters generals central i regionals. En els darrers anys, hi ha hagut un augment del nombre de dones que s'uneixen a les forces de combat de les forces aèries.
Les dones no poden unir-se a les forces armades com a dones soldats, aviadores o marineres; aquests llocs només estan oberts a homes; les dones només poden rebre comissions. Un total de 4.000 dones han servit les forces armades fins al 2017 i el 95% d’elles eren metgesses.

#### Dones polítiques
El 2000, la presència de les dones en els partits polítics i en l'estructura política a nivell local, provincial i nacional va ser insignificant a causa de les barreres culturals i estructurals. La situació va millorar gradualment i, el 2014, el 20,7% dels representants elegits eren dones, una estadística molt per davant dels Estats Units d'Amèrica i menys del 2% per darrere del Regne Unit.

### Drets de propietat i de terrenys
Al voltant del 90% de les llars pakistaneses estan dirigides per homes, i la majoria de llars dirigides per dones pertanyen als estrats pobres de la societat.
Les dones no tenen la propietat dels recursos productius. Malgrat els drets legals de les dones a posseir i heretar béns de les seves famílies, el 2000 hi havia molt poques dones que tenien accés i control sobre aquests recursos.

## Altres preocupacions

### La conversió forçada de dones no-musulmanes a l’islam
Al Pakistan, les noies hindús i cristianes del Pakistan són segrestades, violades, convertides a la força a l'islam i casades amb homes musulmans. Aquestes noies solen tenir entre 12 i 18 anys. Segons la Fundació Aurat, aproximadament 1.000 noies no-musulmanes es converteixen a l'Islam a la força cada any a Pakistan.

### Els rols de gènere
El Pakistan és una societat patriarcal, on els homes són les principals autoritats i les dones estan subordinades a ells. El gènere és un dels principis organitzatius de la societat pakistanesa. Els valors patriarcals incrustats en les tradicions, la religió i la cultura locals predeterminen el valor social del gènere. L'Islam influeix en gran manera en els rols de gènere. Una divisió artificial entre la producció i la reproducció, feta per la ideologia de la divisió sexual del treball, ha situat les dones en funcions reproductives com a mares i esposes en l'àmbit privat de la llar i els homes en un paper productiu com a mantenidors de la llar en l'àmbit públic.

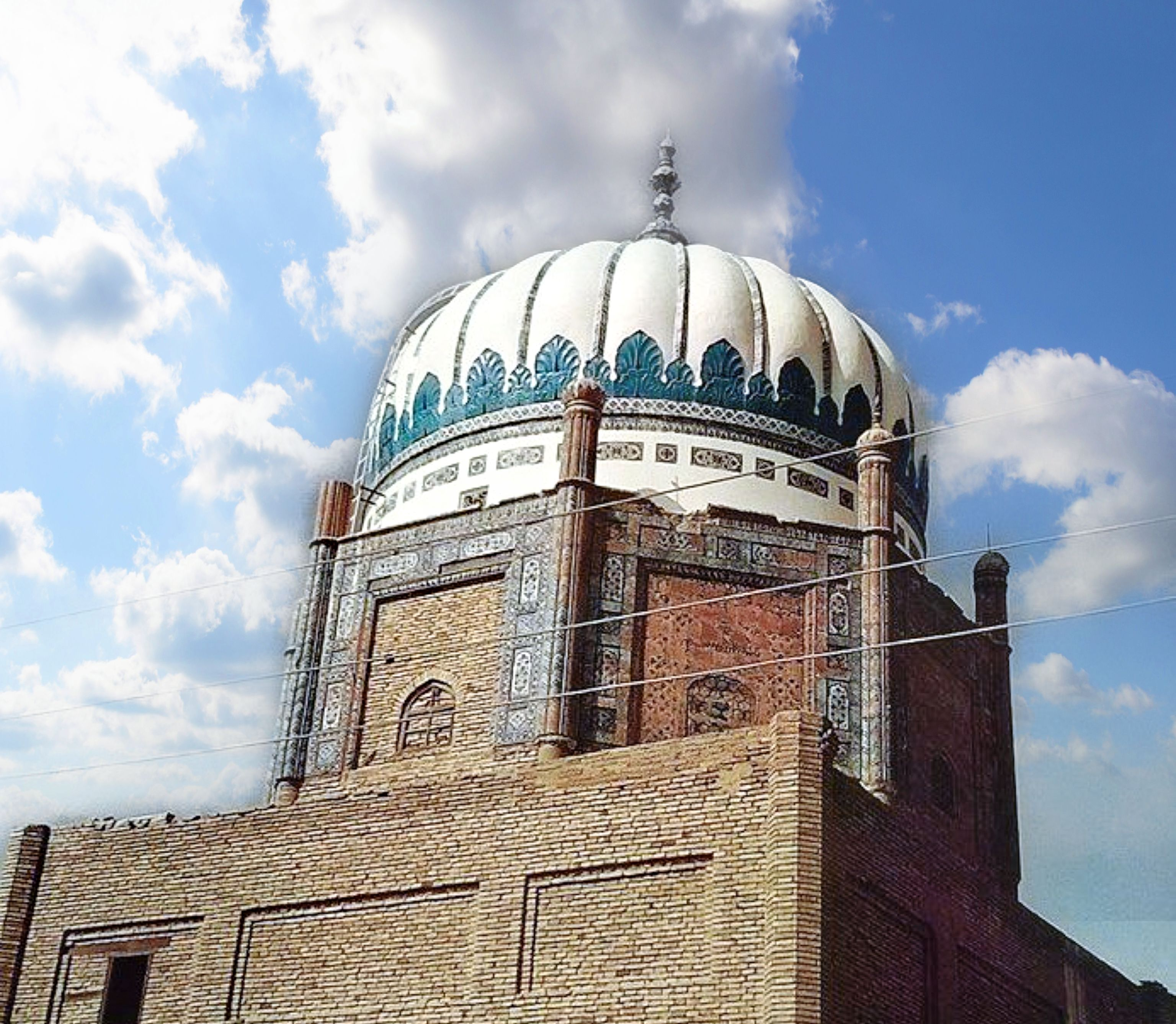
Dargah pir sarhandi, un lloc on és freqüent la conversió forçada i matrimoni de nenes hindús menors segrestades
Dona del nord del Pakistan
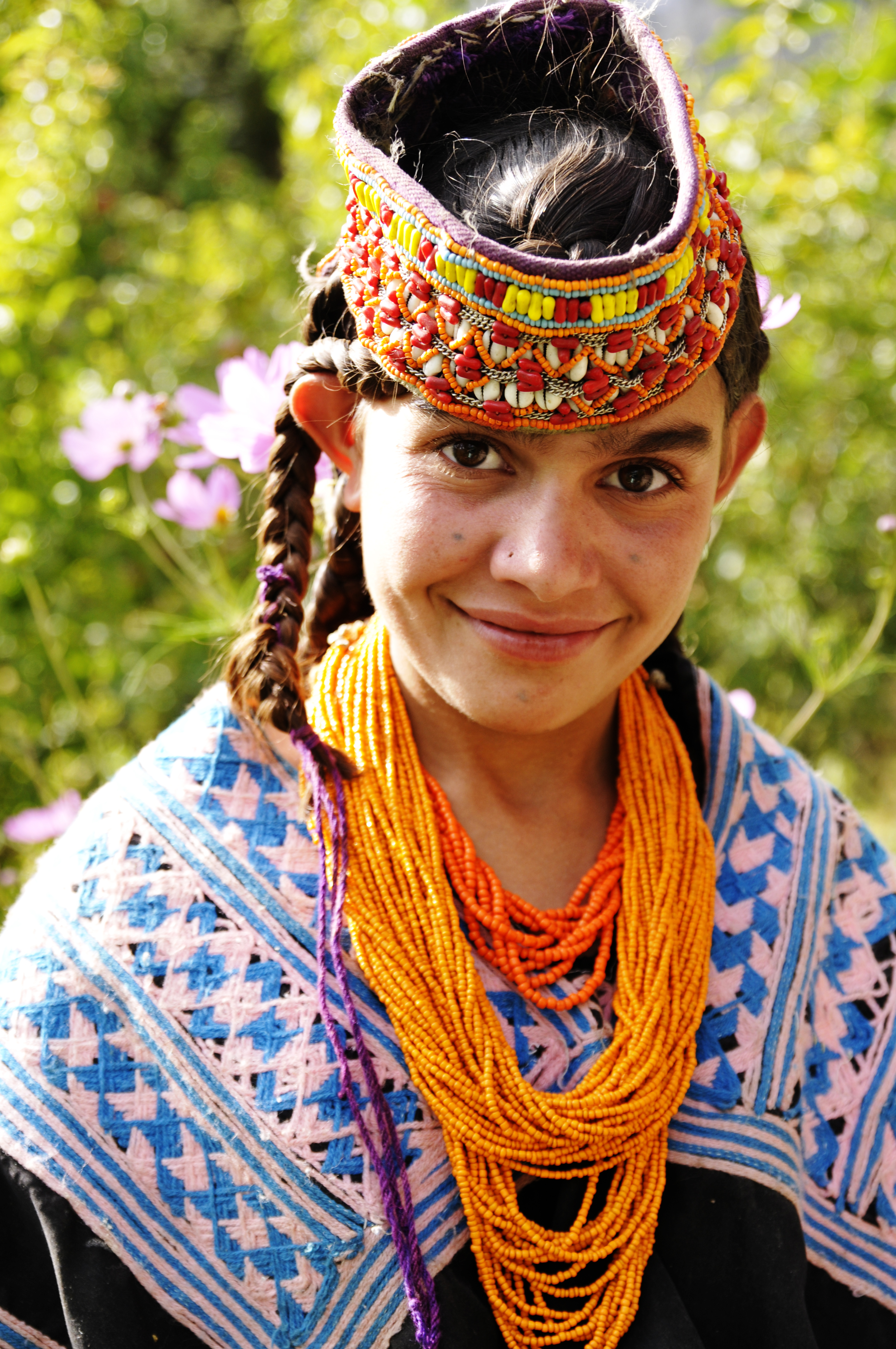
Dona d'ètnia kalash amb roba tradicional

Les dones pakistaneses no tenen valor ni estatus social a causa de la negació del seu paper com a productores i proveïdores en tots els rols socials. La preferència pels fills a causa del seu paper productiu sovint dicta l’assignació de recursos domèstics al seu favor. Tradicionalment, els membres masculins de la família reben una millor educació i se'ls doten d’habilitats per competir per obtenir recursos en l’àmbit públic, mentre que els membres femenins tenen habilitats domèstiques per ser bones mares i esposes. La manca d’habilitats, les oportunitats limitades en el mercat laboral i les restriccions socials, religioses i culturals limiten les possibilitats de les dones de competir per obtenir recursos en l’àmbit públic.
Aquesta situació ha conduït a la dependència social i econòmica de les dones que esdevé la base del poder masculí sobre les dones en totes les relacions socials. Tanmateix, la propagació del patriarcat no és ni tan sols igual. La naturalesa i el grau de subordinació de les dones varien segons les classes socials, les regions i la divisió rural / urbana. Les estructures patriarcals són relativament més fortes en l'entorn rural i tribal, on els costums locals estableixen l’autoritat masculina i el poder sobre la vida de les dones. D’altra banda, les dones que pertanyen a les classes altes i mitjanes tenen cada vegada més accés a l'educació i a les oportunitats laborals, i poden assumir un major control sobre les seves vides.
Segons els estàndards pakistanesos, les «bones dones» podrien ser educades o sense educació i s'espera que siguin desinteressades, tranquil·les, tolerants, empàtiques, fiables, capaces d’organitzar-se, comprometre's, coordinar-se i mantenir l’hospitalitat a la llar i mantenir bones relacions. També s'espera que facin les tasques domèstiques, cuidin els fills, el marit i els sogres i, quan sigui necessari, proporcionin a la llar ingressos externs. També s'espera que les dones es casin amb un home que triïn els seus pares, segueixin el codi de vestimenta de l’islam i sacrifiquin els seus propis somnis.
En un estudi realitzat per Gallup Pakistan, la filial pakistanesa de Gallup International Association, la majoria dels pakistanesos creuen que tant els homes com les dones tenen diferents rols en la societat. Tot i que el paper de les dones s'ha ampliat més enllà de ser mestressa de la llar amb el pas del temps, molta gent encara dona prioritat als homes en la política, l'educació i l’ocupació. Quan es va demanar als enquestats que donessin la seva opinió sobre diverses afirmacions sobre els rols de gènere, el 63% dels enquestats va estar d'acord amb l'afirmació que «l'educació dels nois és més important que la de les noies», mentre que el 37% no hi estava d'acord. El percentatge de persones que estaven d'acord amb aquesta afirmació va ser superior en les zones rurals (67%) en comparació amb els de les zones urbanes (53%). No obstant això, més del 90% creu que s'hauria d’educar a les dones, i gairebé la meitat creuen que, si hi ha oportunitats, haurien d’arribar a la formació universitària i més enllà. El 55% dels enquestats creuen que «tant l'home com la dona haurien de treballar», mentre que el 45% va dir que no estaven d'acord. Més del 50% dels homes, inclosos els de les zones rurals, estan d’acord que tant el marit com la dona han de treballar per viure millor. Quan es va preguntar als enquestats si «els homes són millors polítics en comparació amb les dones o no», el 67% van dir que els homes són millors polítics, mentre que el 33% va opinar el contrari. Més dones estan d’acord amb aquesta afirmació en comparació amb els homes. En resposta a l'afirmació «si hi ha escassetat de llocs de treball, s'hauria de donar prioritat als homes per a l'ocupació», el 72% dels enquestats van dir que se’ls hauria de donar prioritat als homes mentre que el 28% estaven en desacord. El 83% dels enquestats creuen que «per viure una vida feliç, les dones necessiten fills», mentre que només el 17% creuen que no. La gran majoria de tots els enquestats, inclòs el 82% de les dones enquestades, creuen que «les dones pròsperes haurien d'alçar la veu per donar suport als drets de les dones pobres».

### Assetjament a jutgesses
Al novembre de 2020, Sajida Ahmed, jutgessa del Districte i sessió addicional de Panjab, Pakistan, en la seva carta oberta dirigida al jutge en cap del Pakistan i al jutge en cap del Tribunal Suprem de Lahore, es va queixar que hauria estat millor criar bestiar i fer pastissos de fem al seu poble que unir-se a la justícia, on ha d'afrontar cada dia al jutjat la manca de respecte i els abusos dels «anomenats» advocats.
Traumatitzada pels abusos comesos a Panjab a jutgesses del poder judicial inferior, la jutgessa va dir que si l'islam no hagués prohibit el suïcidi, s'hauria acabat la vida davant de l'edifici del Tribunal Suprem per culpa dels incessants abusos, assetjament i manca de respecte que ella i les seves col·legues havien d’afrontar cada dia com a jutgesses. Va assenyalar que els jutges veterans no havien fet res per protegir les jutgesses del districte d’aquesta humiliació física i psicològica diària.

### Problemes de matrimoni i divorci
L'edat mitjana de les dones per casar-se va passar de 16,9 anys el 1951 a 22,5 anys el 2005. La majoria de les dones estan casades amb els seus parents propers, és a dir, cosins primers i segons. Només el 37% de les dones casades no estan relacionades amb els seus cònjuges abans del matrimoni. Un estudi publicat el 2000 va registrar que la taxa de divorci al Pakistan era extremadament baixa a causa de l'estigma social que s'hi associava.
Moltes noies encara es casen per matrimoni infantil i poden patir moltes complicacions, ja que el part pot causar complicacions tant al nadó com a la mare.
Un sistema comú que s'estableix amb el matrimoni és el sistema de dot en què s'assigna un estatus baix o nul a una noia des de l'etapa prenatal. Hi ha problemes al voltant del sistema del dot, com ara la violència relacionada amb el dot, en què la dona és maltractada i abusada pel seu. Abans del matrimoni, el nuvi pot exigir una forta demanda financera a la família de la núvia com a condició per casar-se amb la seva filla. Molts pares, per tal que es casin les seves filles, comencen a demanar préstecs a familiars i coneguts, a demanar préstecs amb interesos als bancs, utilitzar els seus estalvis de tota la vida i fins i tot vendre les seves cases. Dins del sistema de dots, és probable que es produeixin abusos després del matrimoni. Abans del matrimoni, si no es compleixen certes condicions que el nuvi i la seva família han establert, amenaçaran de trencar el matrimoni, cosa que seria devastador per a la núvia i la seva família a causa de l'esforç que ha realitzat la família de la núvia per a pagar el seu dot i perquè tradicionalment és un gran deshonor per a la família.

### Salud
Segons les xifres del 1998, la taxa de mortalitat infantil femenina era superior a la masculina. La taxa de mortalitat materna també va ser elevada, ja que només el 20% de les dones van rebre suport durant el part.
Només el 9% de les dones van utilitzar anticonceptius el 1985, però el 2000 aquesta xifra havia augmentat substancialment i, a partir del 2012/2013, la taxa de prevalença de contracepció era del 35,4%. La taxa de fecunditat total és de 2,75 nens nascuts / dona (estimació del 2015).
El Pakistan ha pres certes iniciatives en el sector de la salut per solucionar els desequilibris de gènere. El SAP es va iniciar el 1992-1993 per accelerar la millora dels indicadors socials. Tancar la bretxa de gènere és l’objectiu principal del SAP. L'altra gran iniciativa és el programa del primer ministre per a dones treballadores sanitàries. En aquest programa basat en la comunitat, s'han contractat 26.584 sanitàries a les zones rurals i 11.967 sanitàries a les zones urbanes per proporcionar atenció sanitària bàsica, inclosa la planificació familiar a les dones a nivell de base. Altres iniciatives inclouen el de planificació familiar per a treballadors que viuen en pobles i l'ampliació de programes de vacunació, nutrició i supervivència infantil, tractament del càncer i una major participació dels mitjans de comunicació en educació sanitària.